# Mauricio
Mauricio —oficialmente en español, República de Mauricio (en inglés, Republic of Mauritius; en francés, République de Maurice; en criollo mauriciano, Repiblik Moris)— es un país soberano insular ubicado al suroeste del océano Índico, a unos novecientos kilómetros de Toamasina, ciudad en la costa oriental más cercana de Madagascar en África, y aproximadamente a 3 800 kilómetros en dirección suroeste del cabo Comorin en el extremo sur de la India. Tiene una superficie de 2 045 km², siendo el tercer Estado africano más pequeño, mientras que su población en 2025 es de aproximadamente 1,3 millones de habitantes. Su capital y localidad más poblada es Port Louis.
Además de la isla de Mauricio, la república incluye las islas de San Brandón o Cargados Carajos, Rodrigues y las islas Agalega a las que se añade la isla de Chagos, producto de un acuerdo con Reino Unido en mayo de 2025 que establece soberanía de Mauricio sobre ésta.
Mauricio forma parte de las islas Mascareñas, junto con la isla francesa de la Reunión, a unos 170 kilómetros al suroeste. Descubierta por navegantes árabes, el país fue habitado por portugueses, holandeses, franceses y británicos, hasta su independencia en 1968. Su sociedad es un crisol de etnias, culturas y religiones, fruto de la inmigración producida durante su pasado colonial. Es junto a Seychelles uno de los países con más alto IDH del continente africano, junto a otros índices. El país es considerado la única democracia plena de África,[cita requerida] así como una de las economías africanas de mayor desarrollo y uno de los estados más estables y con mayor transparencia a nivel mundial.

## Etimología
La isla de Mauricio probablemente fue visitada por navegantes árabes durante la Edad Media. En mapas de aproximadamente 1500 aparece con el nombre árabe de «Dina Arobi». Se asume que el marinero portugués Domingo Fernandez Pereira fue el primer europeo en llegar a la isla, aproximadamente en 1511. La isla aparece con el nombre de «Cirne» en los primeros mapas portugueses, probablemente debido a la presencia del dodo, ave no voladora que era abundante en ese momento. El marino portugués Pedro de Mascarenhas dio el nombre de islas Mascareñas al archipiélago (con las islas de Mauricio, Rodrigues y Reunión).
En 1598 una escuadra neerlandesa al mando del almirante Wybrand van Warwyck desembarcó en Grand Port y nombró a la isla «Mauricio» en honor del príncipe Mauricio de Nassau, estatúder de los Países Bajos.
Más tarde la isla se convirtió en una colonia francesa y pasó a llamarse «Île de France». El 3 de diciembre de 1810, los franceses tuvieron que cederla tras la derrota de Napoleón. Bajo el dominio británico, el nombre de la isla volvió a Mauricio. También se conoce comúnmente como «Mauritius» en inglés, «Maurice» o «Île Maurice» en francés y «Moris» en criollo mauriciano.

## Historia

### Periodo colonial
Los marinos árabes y malayos conocían bien Mauricio desde el siglo X. Los portugueses llegaron en 1505 de la mano de Diego Fernandez Pereira, nombrándola como isla del Cisne, donde fundaron una base naval, aunque no se asentaron. En 1598 los holandeses llegaron a la isla al mando del almirante Wybrand van Warwyck. La isla estuvo deshabitada hasta 1638, cuando fue colonizada por los neerlandeses, creándose el primer asentamiento. Los neerlandeses, que le dieron el nombre de Mauricio en honor del príncipe Mauricio de Nasáu, explotaron los árboles de ébano de la isla e introdujeron el cultivo de caña de azúcar, además de distintos animales domésticos y ciervos. Se intentó establecer una colonia permanente, aunque los asentamientos nunca se desarrollaron debido a cambios climáticos, los ciclones y el deterioro del suelo fértil, lo que llevó a los holandeses a abandonar la isla algunas décadas después, en el año 1710.

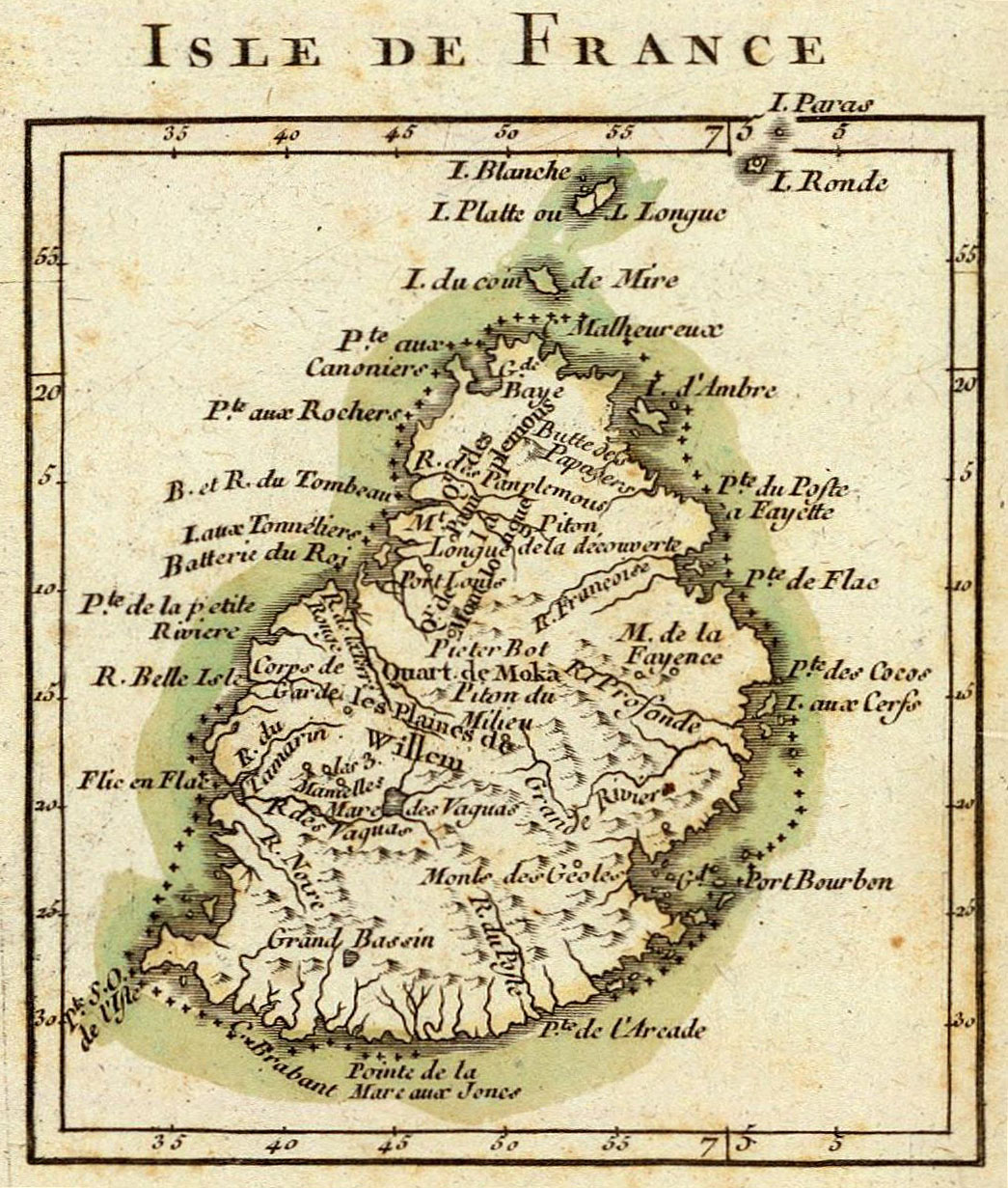
Mapa de la Isla Mauricio, denominada Isla de Francia, durante el periodo colonial francés.

Los franceses, que ya controlaban la vecina isla de Reunión, se hicieron con en control de la isla durante el siglo XVIII, desde 1715, y la nombraron «Île de France» (Isla de Francia). Tras la llegada del gobernador Bertrand-François Mahé de La Bourdonnais en 1735, se desarrolló la producción de caña de azúcar y la construcción de barcos. Para ello, los franceses trajeron a la isla esclavos de otras partes de África, lo que llevó a que la población se triplicara en apenas treinta años.

### Colonia británica
Durante las guerras napoleónicas, a pesar de que ganaron la famosa batalla de Grand Port, librada el 23 de agosto de 1810, en la que las fuerzas navales francesas al mando del comodoro Guy-Victor Duperré vencieron a las fuerzas británicas comandadas por Nesbit Willoughby, los franceses fueron derrotados por los británicos al norte de la isla, en el cabo Malheureux, un mes después, y el 6 de diciembre de 1810 Mauricio capituló ante el vicealmirante Albemarle Bertie. Ello significó la pérdida de la posesión a favor de los británicos y la posterior reversión de la isla a su nombre antiguo. A pesar del cambio, los colonos franceses pudieron mantener sus tierras y seguir hablando su lengua. Durante el periodo colonial británico se abolió la esclavitud entre 1830 y 1835, lo que llevó a que miles de trabajadores procedentes de Asia, especialmente de la India británica, se asentaran en Mauricio para trabajar sus tierras. En 1885 se crea una constitución y nuevas leyes que regularan las condiciones de los trabajos por parte de la población inmigrante. 
A comienzos del siglo XX se produjo un periodo de agitación política, por la cual la creciente clase media comenzó a desafiar al poder político que, hasta ese momento, se concentraba en manos de los terratenientes. Durante este periodo se desarrolló un movimiento político, denominado Movimiento Retrocesión, que buscaba devolver el control de la isla a manos de los franceses, algo que fracasó. El inicio de la Primera Guerra Mundial trajo prosperidad a Mauricio debido al aumento del precio de la caña de azúcar, pero a su finalización, la bajada de los precios produjo la quiebra de cientos de terratenientes, lo que provocó que la clase media emergiera, especialmente los hindúes. En 1937 los pequeños agricultores de caña de azúcar del país se levantaron en los denominados Disturbios de Uba, tras lo cual se hicieron reformas laborales con el objetivo de mejorar las condiciones de los trabajadores, además de permitir los sindicatos, hasta entonces prohibidos.[cita requerida]
Las malas condiciones de vida y el incremento de los precios tras la Segunda Guerra Mundial ocasionaron disturbios, lo que llevó al Gobierno a prohibir de nuevo los sindicatos y a una represión, como la llamada Masacre de Belle Vue Harel (en), que causó varios muertos. En 1948 se creó una nueva constitución en el territorio. El Partido Laborista de Mauricio, fundado en 1936, ganó las elecciones en 1963 gracias al amplio apoyo de la comunidad hindú, frente al Partido Mauricio Socialdemócrata, que era votado por blancos, criollos y descendientes de chinos. El PMSC organizó en la década de los años 60 una serie de campañas contra los hindúes, lo que llevó a unos disturbios raciales en el territorio colonial en 1965 tras el asesinato de un político del Partido Laborista.[cita requerida]
En 1965 el Reino Unido separó al archipiélago de Chagos de Mauricio para crear el Territorio Británico del Océano Índico para utilizar esas islas estratégicas con finalidades defensivas junto con los Estados Unidos. A pesar de que el Gobierno de Mauricio estaba de acuerdo con dicha maniobra en ese momento, los posteriores gobiernos han reclamado esas islas, señalando que la separación fue ilegal a la luz del derecho internacional. En 1965 comenzó la expulsión de los chagosianos del archipiélago, siendo reubicados de manera forzosa en Mauricio y las Seychelles.
En 1967 ganó las elecciones el bloque independentista, lo que provocó la incertidumbre por el futuro de un territorio donde aproximadamente la mitad de la población se oponía a la independencia. En enero de 1968 se producen los peores disturbios en la historia de Mauricio, formándose un conflicto interétnico entre criollos y musulmanes indo-mauricianos, que finalizó con un balance de veinticinco muertos. Ante esta tensa situación, el Imperio británico decidió conceder la independencia a Mauricio.

### Como nación independiente

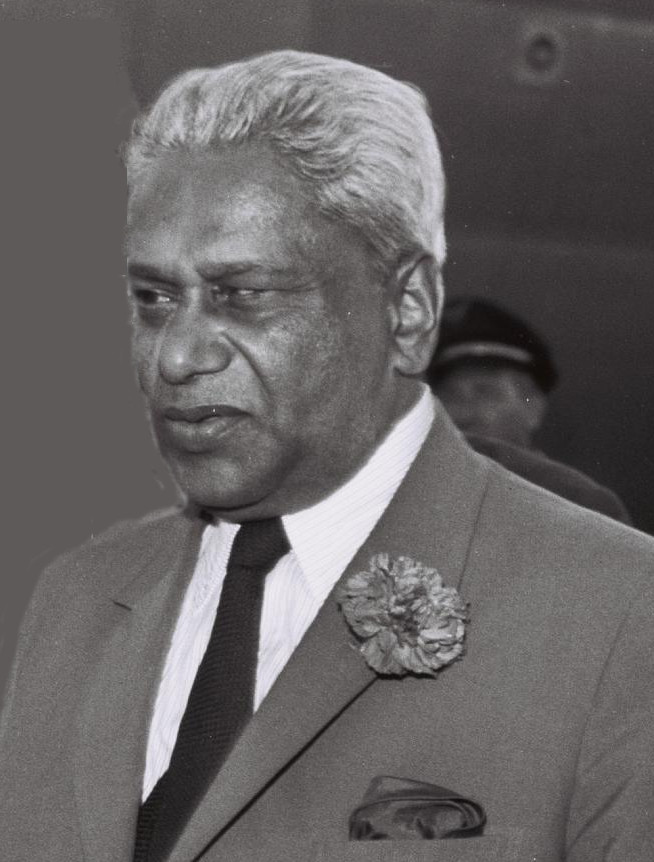
Seewoosagur Ramgoolam, primer ministro de Mauricio tras su independencia.

Mauricio se convirtió en un Estado independiente en la Mancomunidad de Naciones el 12 de marzo de 1968, siendo la monarca del Reino Unido su jefa de Estado. Seewoosagur Ramgoolam fue elegido primer ministro de la Mauricio independiente, del Partido Laborista. Un año más tarde es fundado el Movimiento Militante Mauriciano (MMM), de corte socialista, cuyos seguidores realizaron una serie de huelgas, que obligó a decretar el estado de emergencia en el país. En 1975, una serie de revueltas estudiantiles hizo que el sufragio se extendiera para los más jóvenes, lo que llevó al MMM a ganar la mayoría de los escaños en las elecciones de 1976 y alcanzar el gobierno en 1982 de la mano de Anerood Jugnauth. A partir de la década de los años 80, la economía de Mauricio, que se basaba en la caña de azúcar, se comienza a diversificar, con el aumento de la industrialización y el auge del turismo. En 1989 se creó la bolsa de valores de Mauricio y tres años más tarde entra en funcionamiento el puerto franco, centro de logística y distribución libre de impuestos. 
El país se convirtió en una república dentro de la Mancomunidad de Naciones el 12 de marzo de 1992, con un presidente como jefe de Estado, aunque el poder político siguió estando en manos del primer ministro. En 2002, la isla Rodrigues se convirtió en una entidad autónoma dentro de la república, pudiendo elegir a sus propios representantes desde ese momento.
Mauricio ha sido una democracia estable con elecciones libres regulares con un récord positivo de respeto a los derechos humanos y ha atraído considerables inversiones extranjeras, logrando uno de los ingresos per cápita más altos de África. Mauricio apunta a ser el conector de negocios del océano Índico. Se están buscando actualmente nuevas oportunidades de negocio en la banca y el sector tecnológico, además de ser unas de las islas más bellas del continente.
En 2020 el país sufrió su mayor desastre ecológico en años, el desastre del Wakashio, por el cual se vertieron toneladas de lodo en las costas mauricianas debido al encallamiento de un barco petrolífero.
Reino Unido se comprometió en octubre de 2024 a devolver a Mauricio el archipiélago de Chagos, un conjunto de cincuenta islas de unos sesenta kilómetros cuadrados, entre los que se incluyen el atolón Diego García, donde se encuentra una base miliar estadounidense. Este acuerdo, pendiente aún de firma, pone fin a una reclamación histórica, puesto que dichas islas pertenecían a Mauricio hasta 1965.

## Gobierno y política

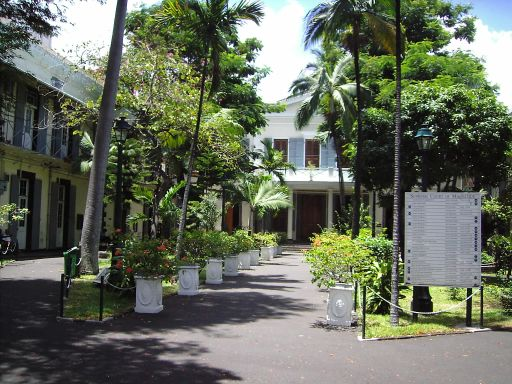
Antigua sede de la Corte Suprema de Mauricio, en Port Louis.

La constitución de Mauricio es de 1968. Entonces el país era una monarquía constitucional con el monarca del Reino Unido siendo jefe de Estado. En 1992 entró en vigor una enmienda a la constitución convirtiendo el país en una república con un presidente como jefe de Estado.
El Parlamento de Mauricio se llama Asamblea Nacional y es unicameral. «Está formado por el presidente y setenta miembros. De ellos, sesenta y dos son elegidos por las distintas circunscripciones a los cuales se suman otros ocho para miembros designados por la Comisión de Supervisión Electoral para asegurar una representación justa y adecuada de cada comunidad.» La Asamblea Nacional se elige cada cinco años.
El jefe de Estado de Mauricio es el presidente, que se elige por mayoría simple por la Asamblea Nacional para un período de cinco años. Puede ser reelegido a propuesta del primer ministro. El gobierno está encabezado por el primer ministro y un consejo de ministros. El primer ministro es nombrado por el presidente a propuesta del partido o coalición de partidos mayoritarios en el Parlamento.
La isla de Mauricio está dividida en veinte distritos electorales que eligen tres miembros cada uno, mientras que Rodrigues es un distrito electoral único que elige dos miembros. Después de una elección general, la Comisión de Supervisión Electoral puede nombrar hasta ocho miembros adicionales con miras a corregir cualquier desequilibrio en la representación de las minorías étnicas en el Parlamento. Este sistema de nominación de miembros es comúnmente llamado el mejor sistema de perdedores.
El partido político o la alianza de partidos que gana la mayoría de los escaños en el Parlamento forma el Gobierno. Su líder se convierte en el primer ministro, que elige el Gabinete de entre los miembros elegidos de la Asamblea, excepto el fiscal general, que no puede ser un miembro elegido de la Asamblea. El partido o alianza política que tiene la segunda mayoría más grande forma la oposición oficial y su líder es normalmente nombrado por el presidente de la República como el jefe de la oposición. La Asamblea elige a un presidente, un vicepresidente y un vicepresidente de comisiones como algunas de sus primeras tareas. 
En las  elecciones de 2015, el jefe de Gobierno fue Anerood Jugnauth, quien ya fue tres veces primer ministro y una vez presidente de Mauricio, hasta su renuncia en 2017, siendo entonces sucedido por su hijo Pravind Jugnauth, como líder del partido de gobierno, el Movimiento Socialista Militante (MSM).
En las elecciones generales de noviembre de 2019 en Mauricio, el gobernante Movimiento Socialista Militante (MSM) ganó más de la mitad de los escaños en el Parlamento, asegurando al primer ministro Pravind Kumar Jugnauth un nuevo mandato de cinco años.
Históricamente, las elecciones suelen seguir el patrón de un sistema bipartidista entre la coalición MSM/MMM/PMSD y la Alliance Sociale que incluyó a PMXD, Les Verts, MR, MSD and MMSM.
En aspectos internacionales, Mauricio es parte de Naciones Unidas, la Unión Africana, Mancomunidad de Naciones, Comisión del Océano Índico, entre otros organismos.

### Derechos humanos
En materia de derechos humanos, respecto a la pertenencia a los siete organismos de la Carta Internacional de Derechos Humanos, que incluyen al Comité de Derechos Humanos (HRC), Mauricio ha firmado o ratificado:
| Mauricio | Tratados internacionales | Tratados internacionales | Tratados internacionales | Tratados internacionales | Tratados internacionales  | Tratados internacionales | Tratados internacionales | Tratados internacionales | Tratados internacionales    | Tratados internacionales | Tratados internacionales | Tratados internacionales | Tratados internacionales    | Tratados internacionales    | Tratados internacionales | Tratados internacionales  | Tratados internacionales | Tratados internacionales |
| --- | --- | ------------------------ | --- | --- | ------------------------- | --- | ------------------------ | --- | --------------------------- | --- | ------------------------ | --- | --------------------------- | --------------------------- | ------------------------ | ------------------------- | ------------------------ | ------------------------ |
| Mauricio | CESCR | CESCR                    | CCPR | CCPR | CCPR                      | CERD | CED                      | CEDAW | CEDAW                       | CAT | CAT                      | CRC | CRC                         | CRC                         | CRC                      | MWC                       | CRPD                     | CRPD                     |
| Mauricio | CESCR | CESCR-OP                 | CCPR | CCPR-OP1 | CCPR-OP2-DP               | CERD | CED                      | CEDAW | CEDAW-OP                    | CAT | CAT-OP                   | CRC | CRC-OP-AC                   | CRC-OP-SC                   | CRC-OP-CP                | MWC                       | CRPD                     | CRPD-OP                  |
| Pertenencia | Mauricio ha reconocido la competencia de recibir y procesar comunicaciones individuales por parte de los órganos competentes. | Sin información.         | Mauricio ha reconocido la competencia de recibir y procesar comunicaciones individuales por parte de los órganos competentes. | Mauricio ha reconocido la competencia de recibir y procesar comunicaciones individuales por parte de los órganos competentes. | Ni firmado ni ratificado. | Mauricio ha reconocido la competencia de recibir y procesar comunicaciones individuales por parte de los órganos competentes. | Sin información.         | Mauricio ha reconocido la competencia de recibir y procesar comunicaciones individuales por parte de los órganos competentes. | Firmado pero no ratificado. | Mauricio ha reconocido la competencia de recibir y procesar comunicaciones individuales por parte de los órganos competentes. | Sin información.         | Mauricio ha reconocido la competencia de recibir y procesar comunicaciones individuales por parte de los órganos competentes. | Firmado pero no ratificado. | Firmado pero no ratificado. | Sin información.         | Ni firmado ni ratificado. | Sin información.         | Sin información.         |
| Firmado y ratificado, firmado, pero no ratificado, ni firmado ni ratificado, sin información, ha accedido a firmar y ratificar el órgano en cuestión, pero también reconoce la competencia de recibir y procesar comunicaciones individuales por parte de los órganos competentes. | |                          | | |                           | |                          | |                             | |                          | |                             |                             |                          |                           |                          |                          |

La situación de los derechos humanos es buena en el marco de la democracia estable de Mauricio, aunque la Comisión Nacional de Derechos Humanos señala violaciones ocasionales de los derechos humanos por parte de la policía. El sistema de justicia penal funciona lentamente. Se garantiza la libertad de prensa y de expresión.
Según el Departamento de Estado estadounidense, el gobierno de Mauricio respeta en general los derechos humanos de sus ciudadanos. Sin embargo, se han criticado algunas cuestiones de derechos humanos: La tortura y los malos tratos a sospechosos y detenidos por parte de las fuerzas de seguridad, el hacinamiento en las cárceles, el acoso y la intimidación a periodistas, la violencia y la discriminación contra las mujeres, los abusos y la explotación sexual de los niños, la discriminación contra las personas que viven con el VIH/sida y contra las minorías sexuales, las restricciones a los derechos de los trabajadores, la discriminación antisindical, el trabajo forzoso (incluso de niños) y el trabajo infantil en general. Según estimaciones de la Organización Internacional del Trabajo (OIT), en 2002 trabajaba alrededor del 1,4 % de los niños de entre 10 y 14 años.
Mauricio ocupa actualmente el puesto 56 según la «Clasificación de la Libertad de Prensa 2020» de Reporteros sin Fronteras, una organización no gubernamental internacional dedicada a la libertad de prensa.

### Defensa y Seguridad

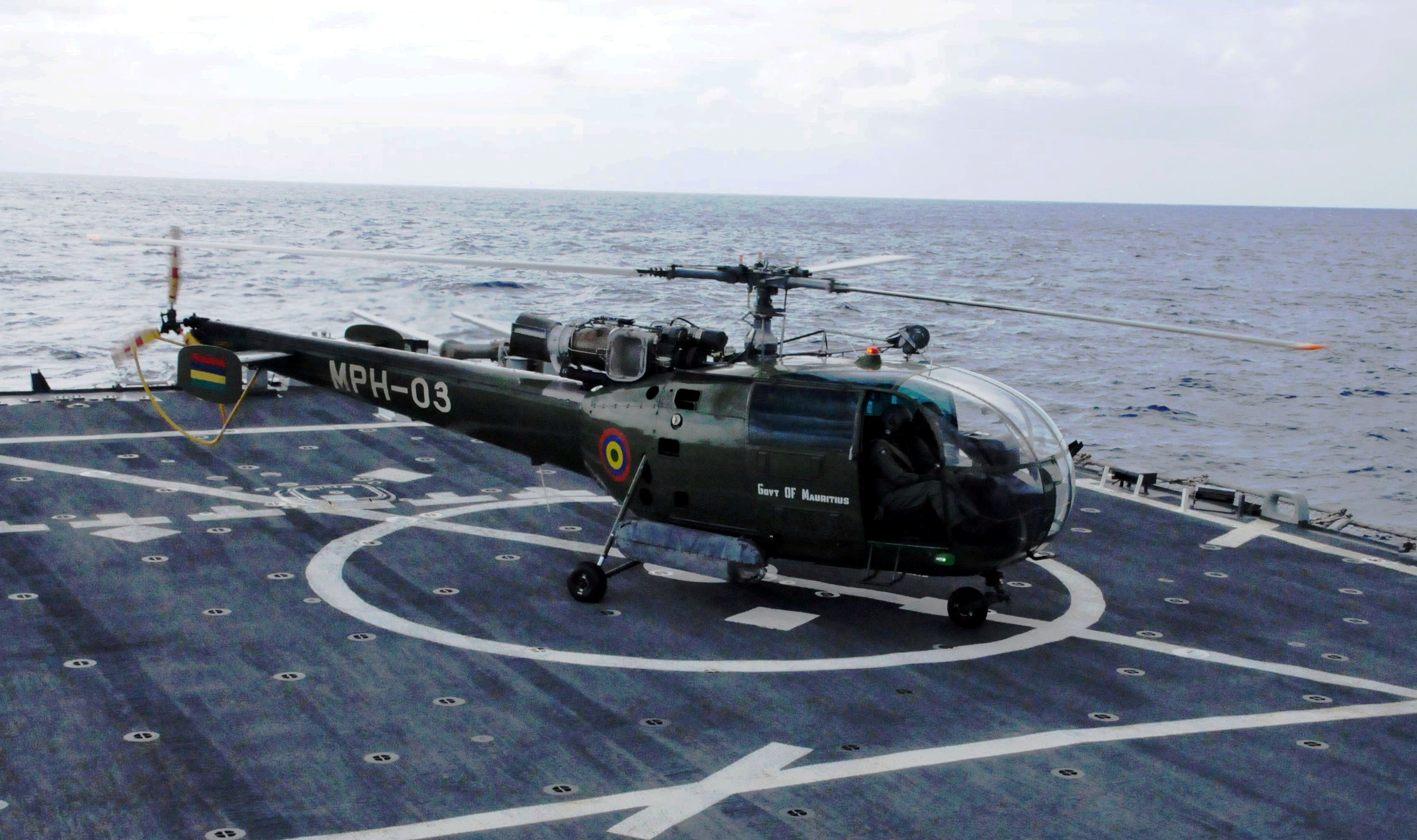
Helicóptero de la Guardia Costera de Mauricio.

Todas las funciones militares, policiales y de seguridad en Mauricio son llevadas a cabo por 10 000 personas en servicio activo bajo la dirección del Comisionado de Policía. La Fuerza de Policía Nacional, que cuenta con 8000 miembros, se encarga de hacer cumplir la ley en el país. La Fuerza Móvil Especial (FME), de 1400 miembros, y el Servicio Nacional de Guardacostas, de 688 miembros, son las dos únicas unidades paramilitares de Mauricio. Ambas unidades están compuestas por oficiales de policía en largas rotaciones a esos servicios.
Asesores militares de India y el Reino Unido trabajan con la Fuerza Móvil Especial, la Guardia Costera Nacional y el Escuadrón de Helicópteros de la Policía, y los agentes de policía mauricianos reciben formación en India, el Reino Unido y Francia. India y Estados Unidos imparten formación a los oficiales de la Guardia Costera Nacional en ámbitos como la marinería y la aplicación de la ley marítima.
La Unidad de Lucha contra la Droga y el Contrabando (ADSU) es la rama de la MPF que garantiza la represión legal de la proliferación de drogas en Mauricio y las Islas Exteriores.

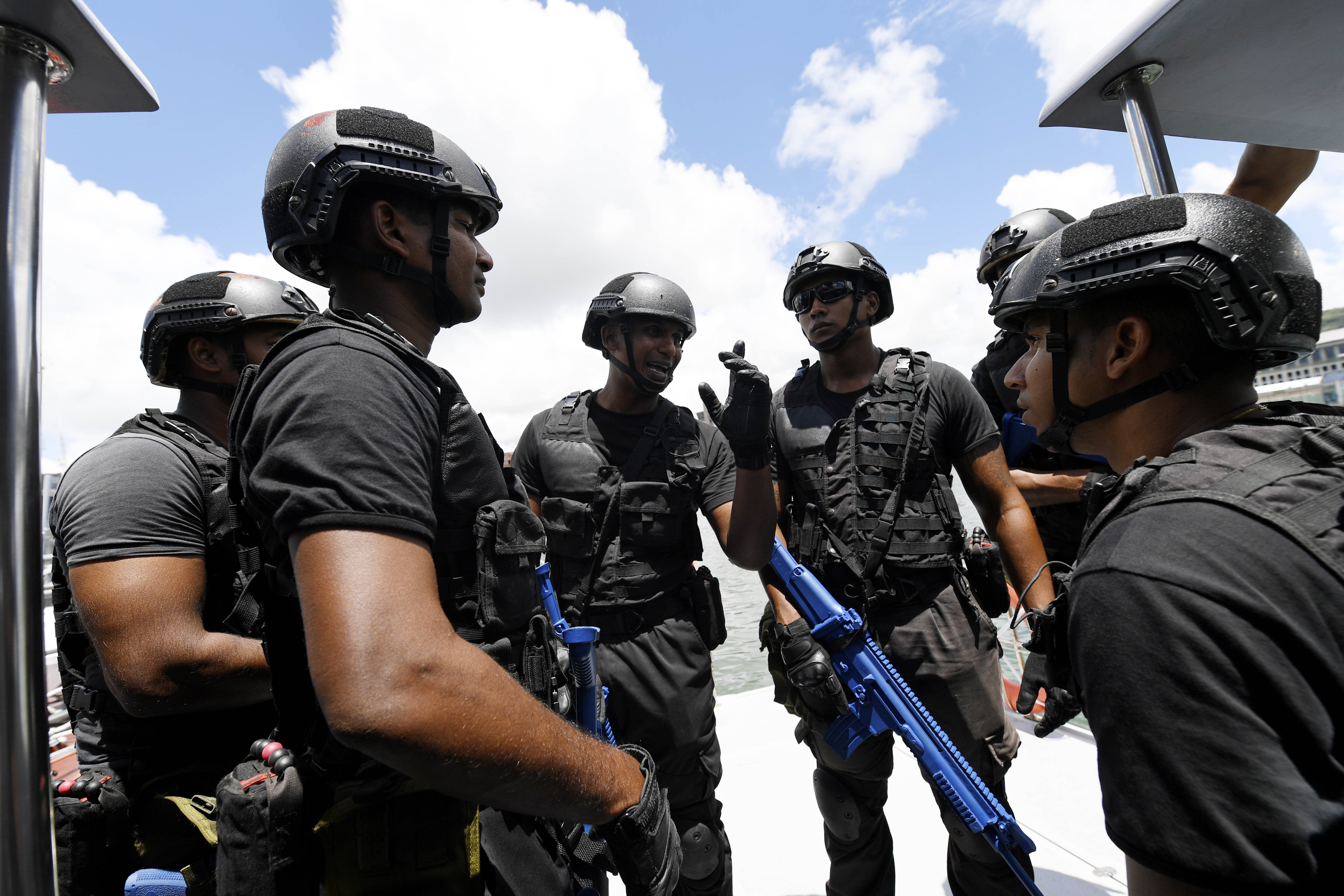
Comandos de la Guardia Costera de Mauricio.

En 2015, el entonces comisario de policía (CP) Mario Nobin impulsó la Escuadra Antirrobo (ARS), que sustituyó a la extinta SSU Rottweilers. El CP Nobin nombró al inspector Seewoo para dirigir la ARS en 2017. Pero el ascenso de Seewoo a inspector jefe suscitó inquietud entre sus colegas. En 2020, el nuevo comisario de policía Servansingh trasladó a Seewoo a Pointe-aux-Cannonniers antes de desmantelar la ARS.
El Servicio Nacional de Guardacostas (NCG) es una rama de la MPF que se creó en 1988 y está formado por el Escuadrón de Buques de Patrulla n.º 1 y el Escuadrón Aéreo Marítimo.
El NCG ha estado modernizando su flota introduciendo un buque de patrulla en alta mar de clase Kora, el CGS Barracuda, en 2015, dos buques de patrulla de clase Sarojini Naidu, el CGS Victory, en 2016, y el CGS Valiant, en 2017, y diez lanchas interceptoras rápidas GSL de 14,5 m, en 2016.
El Escuadrón Aéreo Marítimo (MAS) se creó en 1990 y opera una flota de ala fija compuesta por tres HAL Dornier 228 y un Britten-Norman Defender BN-2T para misiones de búsqueda y rescate y vigilancia de las aguas territoriales. El Defender entró en servicio en 1992, el primer Dornier 228 entró en servicio en 1990, el segundo en 2004 y el tercero en 2016. El Do 288 puede equiparse con vainas de cañón de 7,62 mm.
El NCG cuenta con una unidad táctica marítima creada en 2010, la Unidad de Comandos o Fuerza Especial de Comandos. La Unidad de Comandos se entrena con el MARCOS de la Armada india y con el 2.º Regimiento de Infantería de Marina Paracaidista del Ejército francés (2e RPIMa) con sede en Reunión, que forma parte de la FAZSOI.

### Relaciones exteriores

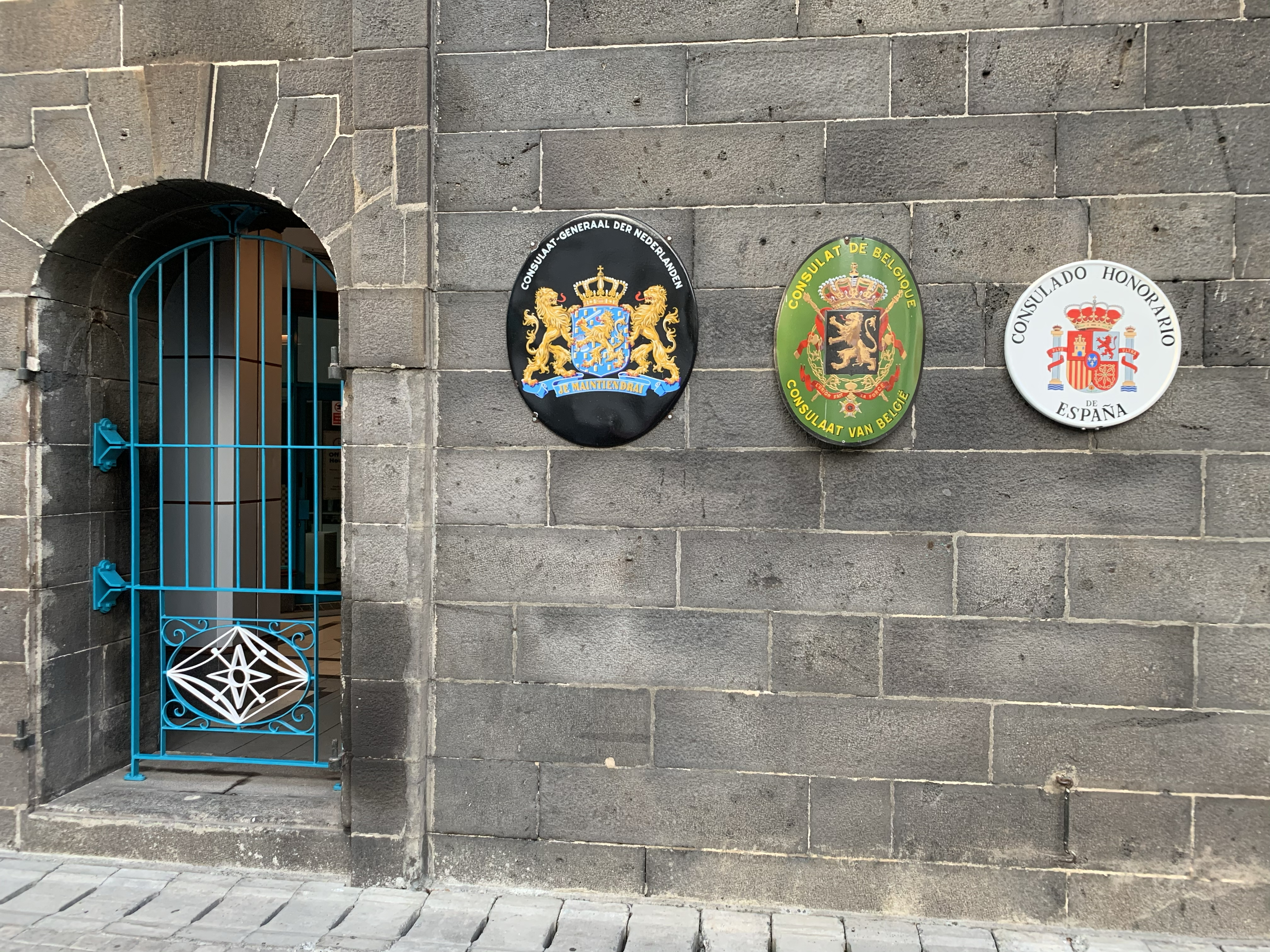
Sede del Consulado General de los Países Bajos, del Consulado General de Bélgica, y del Consulado Honorario de España en Mauricio.

Mauricio mantiene relaciones sólidas y amistosas con diversos países de África, América, Asia, Europa y Oceanía. Considerada parte de África geográficamente, Mauricio mantiene relaciones amistosas con los Estados africanos de la región, en particular con Sudáfrica, que es con mucho su mayor socio comercial continental. Los inversores de Mauricio están entrando gradualmente en los mercados africanos, en particular en Madagascar, Mozambique y Zimbabue. El patrimonio político del país y su dependencia de los mercados occidentales han dado lugar a estrechos vínculos con la Unión Europea y sus Estados miembros, en particular Francia. Las relaciones con la India son muy fuertes tanto por razones históricas como comerciales. Mauricio estableció relaciones diplomáticas con China en abril de 1972 y se vio obligado a defender esta decisión, junto con los contratos navales con la URSS en el mismo año.
Mauricio es miembro de la Organización Mundial del Comercio, la Comunidad de Naciones, la Francofonía, la Unión Africana, la Comunidad para el Desarrollo del África Meridional (SADC), la Comisión del Océano Índico, el COMESA, y formó parte la Asociación de la Cuenca del Océano Índico.

### Sistema legal
Mauricio tiene un sistema jurídico híbrido que se deriva del derecho consuetudinario británico y del derecho civil francés. La Constitución de Mauricio establece la separación de poderes entre el legislativo, el ejecutivo y el judicial y garantiza la protección de los derechos y libertades fundamentales de la persona.

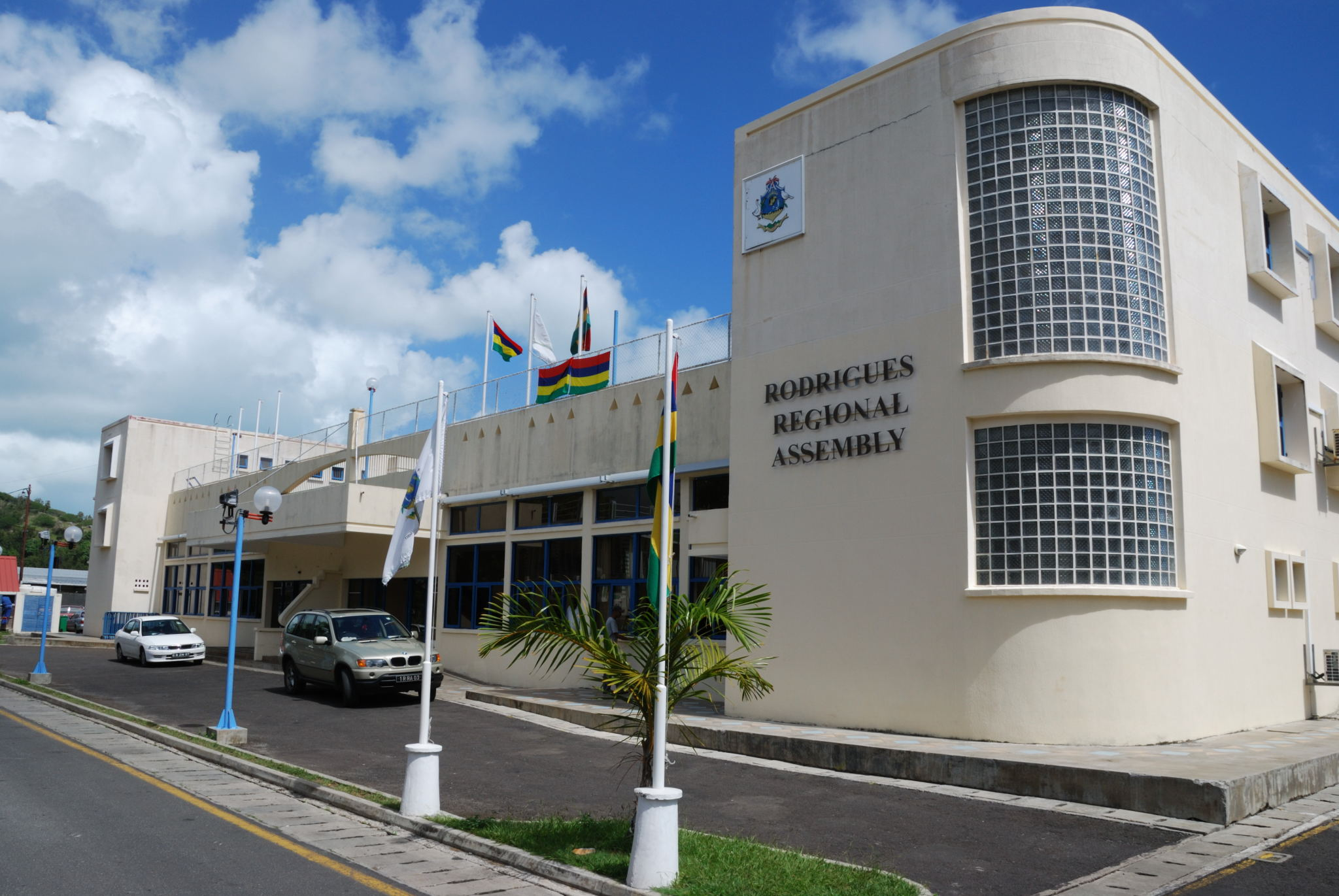
Asamblea Regional de Rodrigues (Assemblée régionale de Rodrigues)

Mauricio cuenta con un sistema judicial de estructura única que consta de dos niveles, el Tribunal Supremo y los tribunales subordinados. El Tribunal Supremo está compuesto por varias divisiones que ejercen su jurisdicción, como el Tribunal de Maestría, la División de Familia, la División Comercial (quiebra), la División Penal, la División de Mediación, el Tribunal de Primera Instancia en procedimientos civiles y penales, la jurisdicción de apelación: el Tribunal de Apelación Civil y el Tribunal de Apelación Penal. 
Los tribunales subordinados están constituidos por el Tribunal Intermedio, el Tribunal Industrial, los tribunales de distrito, el Tribunal de Fianzas y Cumplimiento y el Tribunal de Rodrigues. El Comité Judicial del Consejo Privado es el último tribunal de apelación de Mauricio. Tras la independencia, Mauricio mantuvo el Consejo Privado como su más alto tribunal de apelación. Las apelaciones ante el Comité Judicial contra las decisiones del Tribunal de Apelación o del Tribunal Supremo pueden hacerse de derecho o con la autorización del Tribunal, como se establece en el artículo 81 de la Constitución y en el artículo 70A de la Ley de tribunales. El Comité Judicial también puede conceder una autorización especial para apelar de la decisión de cualquier tribunal en cualquier asunto civil o penal, de conformidad con el párrafo 5 del artículo 81 de la Constitución.

## Organización político-administrativa

Distritos de Mauricio.

El territorio mauriciano se divide en nueve distritos y tres dependencias.
Distritos de Mauricio:
1. Black River
2. Flacq
3. Grand Port
4. Moka
5. Pamplemousses
6. Plaines Wilhems
7. Port Louis
8. Rivière du Rempart
9. Savanne

Dependencias de Mauricio:
- Isla Rodrigues
- Islas Agalega
- Cargados Carajos

Territorios reclamados por Mauricio
- Isla Tromelin, Bassas da India, Isla Europa, Islas Gloriosas y Juan de Nova, administradas por Francia como parte de las Islas Dispersas del Océano Índico.
- Banco Nazareth, Banco Soudan, Banco Saya de Malha

## Geografía

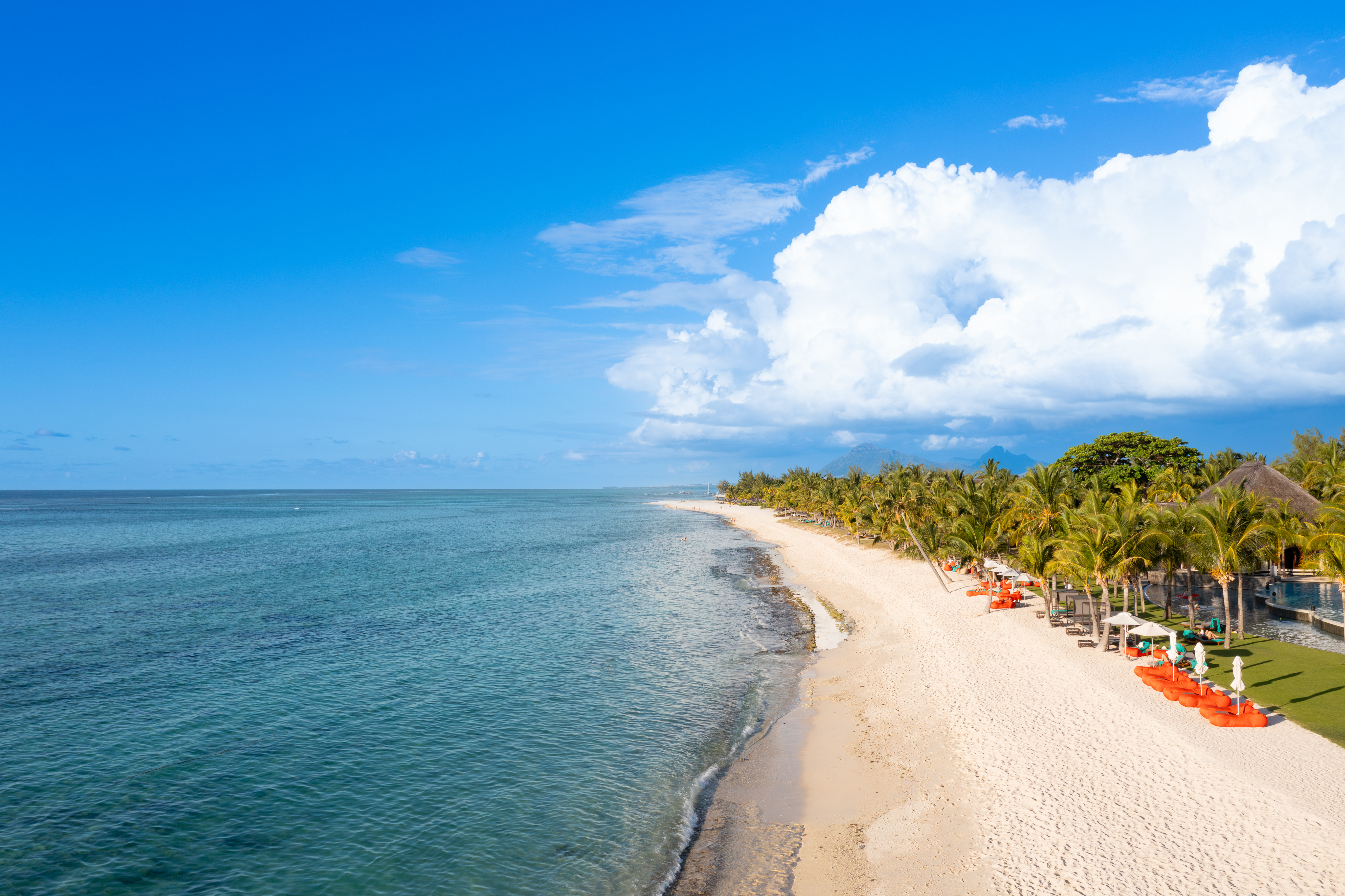
Una playa de Mauricio.

Mauricio es una isla que forma parte de las Islas Mascareñas ubicada al sur del continente africano, en medio del océano Índico y al este de Madagascar. Se ubica a una latitud de 20°17' Sur y a una longitud de 57°33' Este. Tiene una superficie de 2040 km², incluyendo las islas de Rodrigues (550 km al este, con 104 km²), Agalega (930 km al norte, 2 islas con un total de 26 km²) y Cargados Carajos (400 km al nordeste, 16 islotes con un total de 1,3 km²). Tiene 177 km de costas. Se encuentra a 800 km al este de Madagascar. Mauricio reclama soberanía sobre el archipiélago de Chagos (1931 km al nordeste, con 63 km²), un conjunto de siete atolones con más de 55 islas que pertenece a Reino Unido (Territorio Británico del Océano Índico), y sobre la isla Tromelin, un islote de 0,8 km² que pertenece a Francia.
El punto más bajo del país es el océano Índico, con cero metros sobre el nivel del mar y el más alto es el Monte Pitón, con 828 metros por encima del mar.
Dada su situación intertropical, la isla de Mauricio goza de un clima cálido, aunque la influencia oceánica modera la temperatura. Por la combinación de alta humedad y temperatura cálida ha prosperado una vegetación densa que incluye las palmeras cocoteras. El carácter insular permitió la existencia de un ave endémica llamada dodo, en el presente extinta. Comparte con la isla Reunión la ecorregión denominada Selva de las islas Mascareñas.

### Playas
A la isla de Mauricio se la conoce en el mundo como la Isla Playa.
Perdida en medio del océano Índico, este pequeño pedazo de paraíso está rodeado de lagunas. Los diferentes tonos azules ilustran los fondos cristalinos del mar. El agua permanece a una temperatura caliente todo el año (23 °C en invierno y 27 °C en verano). Cada fin de semana, las familias vienen a hacer pícnic en la playa entre las melodías de los vendedores de helados.
El nudismo no es permitido en la isla de Mauricio.

### Clima

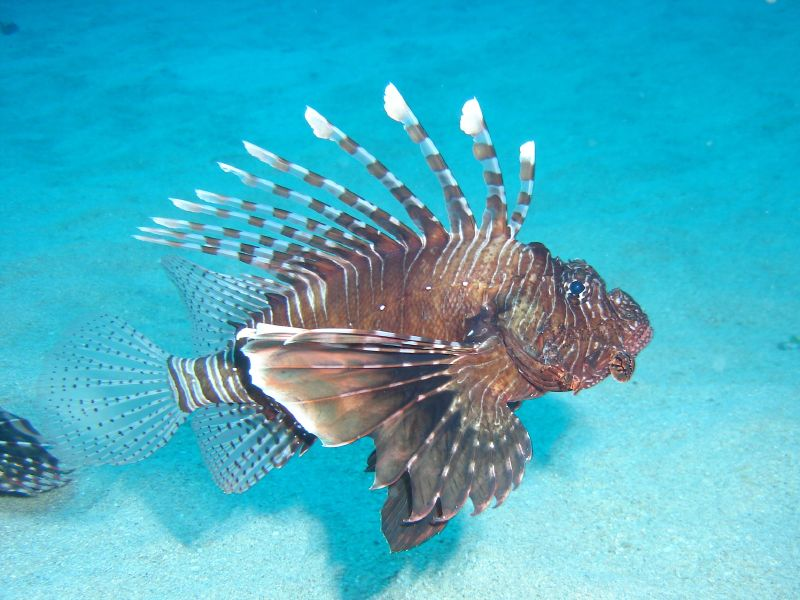
Pez león rojo, (Pterois volitans) en aguas de Mauricio

Situada cerca del Trópico de Capricornio, Mauricio tiene un clima tropical. Hay dos estaciones: un verano cálido y húmedo de noviembre a abril, con una temperatura media de 24,7 °C (76,5 °F) y un invierno seco relativamente fresco de junio a septiembre con una temperatura media de 20,4 °C (68,7 °F). La diferencia de temperatura entre las estaciones es de sólo 4,3 °C (7,7 °F). Los meses más cálidos son enero y febrero con una temperatura máxima media diurna que alcanza los 29,2 °C (84,6 °F) y los meses más frescos son julio y agosto con temperaturas mínimas medias durante la noche de 16,4 °C (61,5 °F). Las precipitaciones anuales oscilan entre los 900 mm (35 pulgadas) en la costa y los 1500 mm (59 pulgadas) en la meseta central.
Aunque no hay una temporada de lluvias marcada, la mayoría de las precipitaciones se producen en los meses de verano. La temperatura del mar en la laguna varía entre 22-27 °C (72-81 °F). La meseta central es mucho más fría que las zonas costeras circundantes y puede experimentar hasta el doble de lluvia. Los vientos alisios dominantes mantienen el lado este de la isla más fresco y traen más lluvia. Ciclones tropicales ocasionales generalmente llegan entre enero y marzo y tienden a interrumpir el clima habitual durante algunos días, trayendo fuertes lluvias.
| Parámetros climáticos promedio de Puerto Louis, Mauricio | Parámetros climáticos promedio de Puerto Louis, Mauricio | Parámetros climáticos promedio de Puerto Louis, Mauricio | Parámetros climáticos promedio de Puerto Louis, Mauricio | Parámetros climáticos promedio de Puerto Louis, Mauricio | Parámetros climáticos promedio de Puerto Louis, Mauricio | Parámetros climáticos promedio de Puerto Louis, Mauricio | Parámetros climáticos promedio de Puerto Louis, Mauricio | Parámetros climáticos promedio de Puerto Louis, Mauricio | Parámetros climáticos promedio de Puerto Louis, Mauricio | Parámetros climáticos promedio de Puerto Louis, Mauricio | Parámetros climáticos promedio de Puerto Louis, Mauricio | Parámetros climáticos promedio de Puerto Louis, Mauricio | Parámetros climáticos promedio de Puerto Louis, Mauricio |
| Mes                                                      | Ene.                                                     | Feb.                                                     | Mar.                                                     | Abr.                                                     | May.                                                     | Jun.                                                     | Jul.                                                     | Ago.                                                     | Sep.                                                     | Oct.                                                     | Nov.                                                     | Dic.                                                     | Anual                                                    |
| -------------------------------------------------------- | -------------------------------------------------------- | -------------------------------------------------------- | -------------------------------------------------------- | -------------------------------------------------------- | -------------------------------------------------------- | -------------------------------------------------------- | -------------------------------------------------------- | -------------------------------------------------------- | -------------------------------------------------------- | -------------------------------------------------------- | -------------------------------------------------------- | -------------------------------------------------------- | -------------------------------------------------------- |
| Temp. máx. abs. (°C)                                     | 35                                                       | 33                                                       | 32                                                       | 31                                                       | 29                                                       | 28                                                       | 27                                                       | 27                                                       | 28                                                       | 31                                                       | 33                                                       | 35                                                       | 35                                                       |
| Temp. máx. media (°C)                                    | 31.5                                                     | 31.4                                                     | 31.5                                                     | 30.7                                                     | 29.3                                                     | 27.6                                                     | 26.7                                                     | 26.8                                                     | 27.7                                                     | 28.8                                                     | 30.2                                                     | 31.1                                                     | 29.4                                                     |
| Temp. mín. media (°C)                                    | 24.1                                                     | 24.0                                                     | 23.8                                                     | 23.0                                                     | 21.5                                                     | 19.9                                                     | 19.3                                                     | 19.1                                                     | 19.4                                                     | 20.4                                                     | 21.8                                                     | 23.2                                                     | 21.6                                                     |
| Temp. mín. abs. (°C)                                     | 17                                                       | 18                                                       | 17                                                       | 14                                                       | 13                                                       | 11                                                       | 11                                                       | 10                                                       | 11                                                       | 13                                                       | 14                                                       | 17                                                       | 10                                                       |
| Precipitación total (mm)                                 | 131                                                      | 160                                                      | 83                                                       | 87                                                       | 48                                                       | 24                                                       | 18                                                       | 19                                                       | 17                                                       | 15                                                       | 24                                                       | 85                                                       | 711                                                      |
| Días de precipitaciones (≥ 1.0 mm)                       | 9                                                        | 10                                                       | 8                                                        | 7                                                        | 6                                                        | 4                                                        | 4                                                        | 5                                                        | 3                                                        | 3                                                        | 3                                                        | 6                                                        | 68                                                       |
| Horas de sol                                             | 248                                                      | 226                                                      | 217                                                      | 240                                                      | 248                                                      | 210                                                      | 217                                                      | 217                                                      | 240                                                      | 279                                                      | 270                                                      | 279                                                      | 2891                                                     |
| Fuente n.º 1: World Meteorological Organization.         |                                                          |                                                          |                                                          |                                                          |                                                          |                                                          |                                                          |                                                          |                                                          |                                                          |                                                          |                                                          |                                                          |
| Fuente n.º 2: BBC Weather                                |                                                          |                                                          |                                                          |                                                          |                                                          |                                                          |                                                          |                                                          |                                                          |                                                          |                                                          |                                                          |                                                          |

### Biodiversidad
El país alberga algunas de las plantas y animales más raros del mundo, pero la población humana y la introducción de especies no autóctonas han amenazado su flora y fauna autóctonas. Debido a su origen volcánico, su antigüedad, su aislamiento y su terreno único, Mauricio alberga una diversidad de flora y fauna que no suele encontrarse en un área tan pequeña. Antes de la llegada de los portugueses en 1507, no había mamíferos terrestres en la isla. Esto permitió la evolución de una serie de aves no voladoras y especies de grandes reptiles. La llegada de los humanos supuso la introducción de especies exóticas invasoras, la rápida destrucción del hábitat y la pérdida de gran parte de la flora y fauna endémicas. En particular, la extinción del dodo no volador, una especie única en Mauricio, se ha convertido en un ejemplo representativo de la extinción provocada por el hombre. El dodo ocupa un lugar destacado como soporte (heráldico) del escudo nacional de Mauricio.

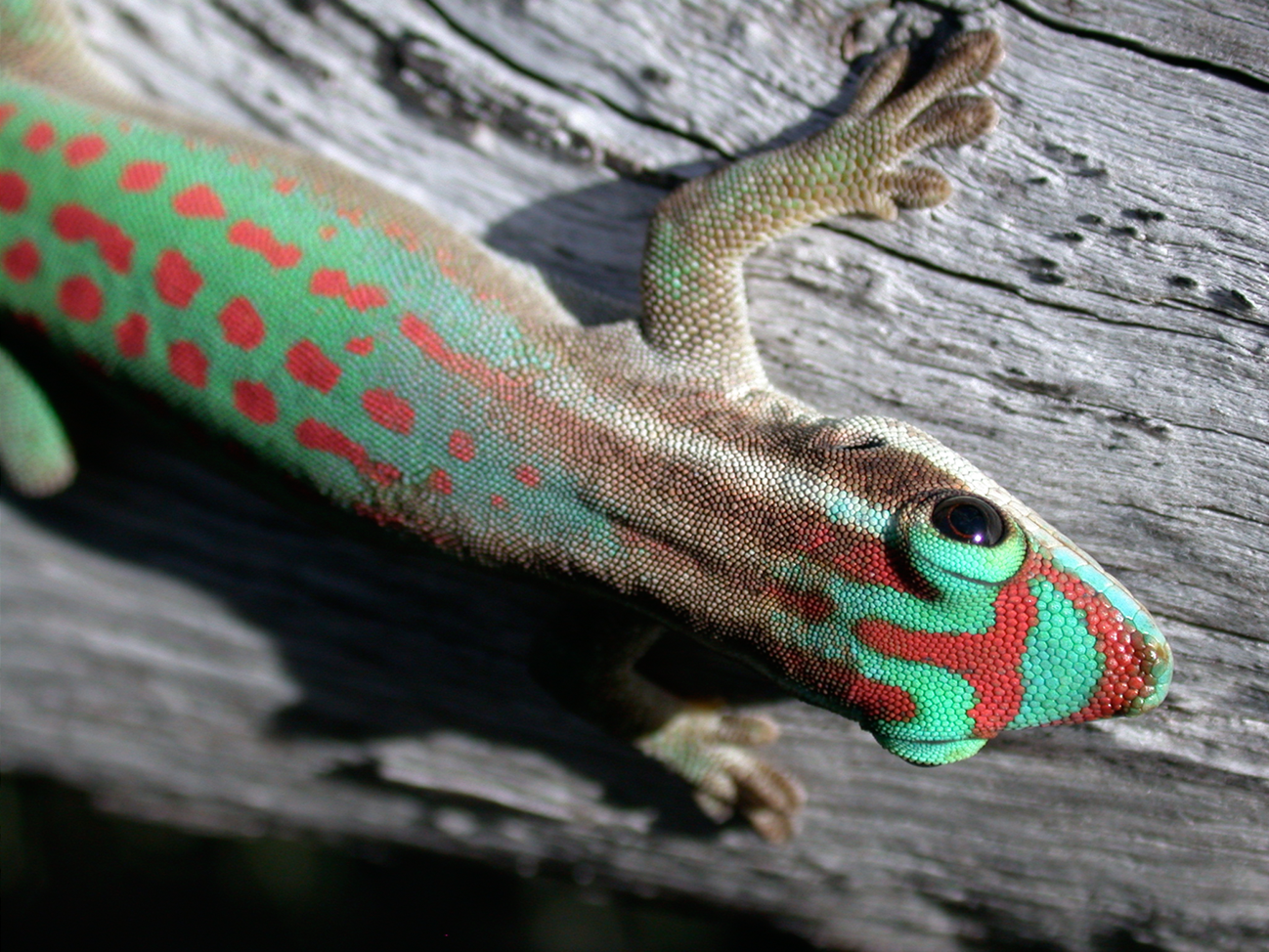
Phelsuma ornata, una especie de reptil que habita en la isla de Mauricio

En la actualidad queda menos de un 2 % de bosque autóctono, concentrado en el parque nacional de las Gargantas del Río Negro, en el suroeste, la cordillera de Bambous, en el sureste, y la cordillera de Moka-Port Louis, en el noroeste. Hay algunas montañas aisladas, Corps de Garde, Le Morne Brabant, y varias islas mar adentro, con restos de diversidad costera y continental. Más de 100 especies de plantas y animales se han extinguido y muchas más están amenazadas. Las actividades de conservación comenzaron en la década de 1980 con la puesta en marcha de programas para la reproducción de especies de aves y plantas amenazadas, así como la restauración del hábitat en los parques nacionales y las reservas naturales.
En 2011, el Ministerio de Medio Ambiente y Desarrollo Sostenible publicó el «Informe sobre las perspectivas del medio ambiente en Mauricio», en el que se recomendaba la declaración de San Brandon como zona marina protegida. En el Informe del Presidente de la Fundación para la Vida Silvestre de Mauricio, con fecha de marzo de 2016, St Brandon es declarado proyecto oficial de la MWF con el fin de promover la conservación del atolón.
El zorro volador de Mauricio es el único mamífero endémico que queda en la isla, y se ha visto gravemente amenazado en los últimos años debido al sacrificio sancionado por el gobierno introducido en noviembre de 2015 debido a la creencia de que eran una amenaza para las plantaciones de frutas. Antes de 2015, la ausencia de ciclones severos había visto aumentar la población de murciélagos de la fruta y el estatus de la especie fue entonces cambiado por la UICN de En peligro a Vulnerable en 2014. En octubre de 2018, se autorizó el sacrificio del 20 % de la población de murciélagos de la fruta, que asciende a 13 000 de los 65 000 murciélagos de la fruta que se calcula que quedan, aunque su estatus ya se había revertido a en peligro debido a los sacrificios de años anteriores.

### Geología
Mauricio se encuentra en la placa africana y es de origen volcánico. Se pueden distinguir tres fases volcánicas. La fase más antigua comenzó hace diez millones de años y terminó hace cinco. Una fase volcánica intermedia comenzó hace 3,5 millones de años y terminó hace 1,7 millones de años. La serie más reciente o actual comenzó hace 700 000 años y se extiende al menos hasta hace 20 000 años. El vulcanismo produjo principalmente lavas basálticas. La isla de Rodríguez también está formada por rocas volcánicas basálticas, para las que una determinación radiométrica de la edad reveló una antigüedad de 1,54 millones de años. En el lado suroeste de Rodríguez, los escombros de coral se acumulan hasta una altura de 62 metros.

### Archipiélago de Chagos

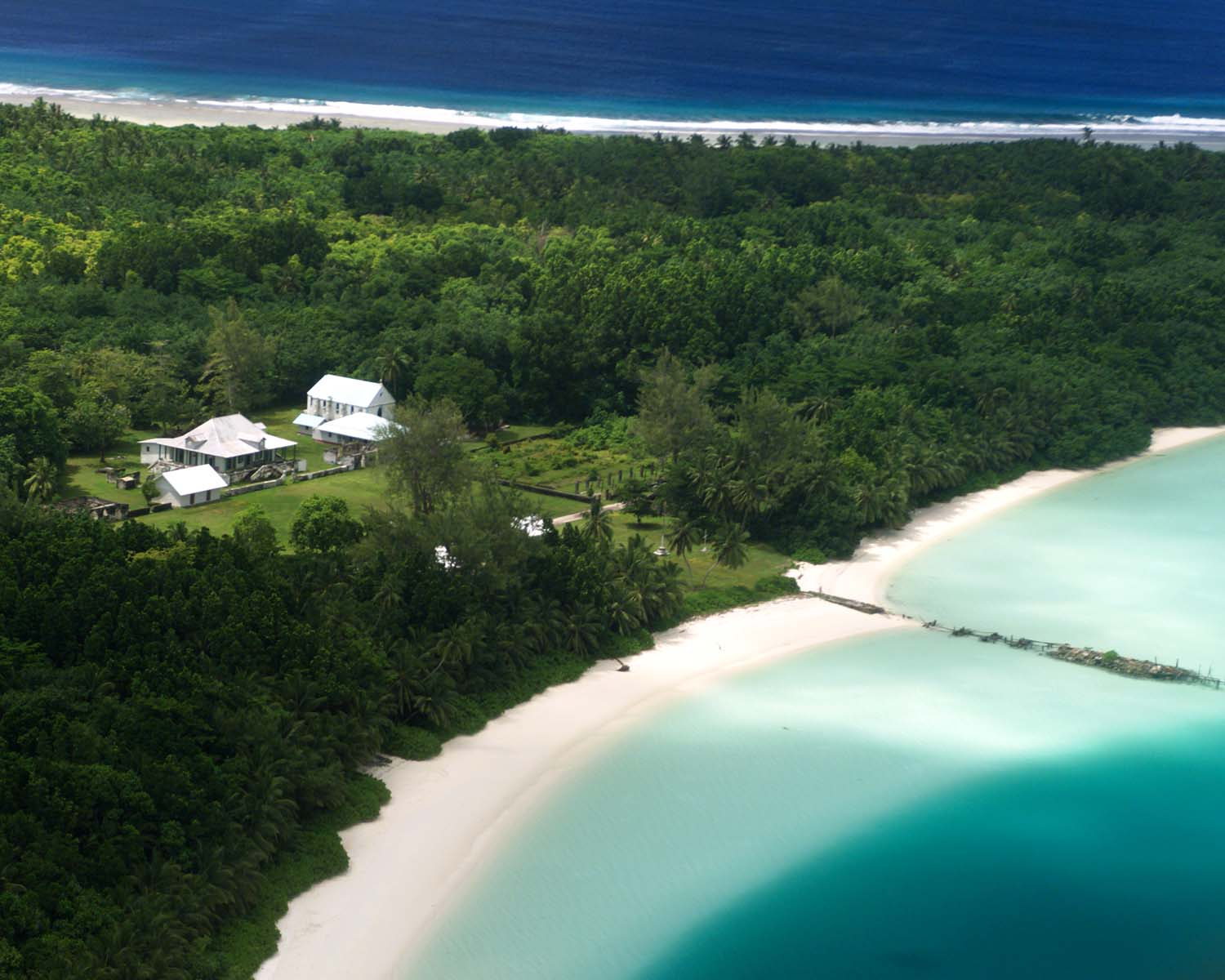
Isla de Diego García en el Archipiélago de Chagos

Mapa de la república de Mauricio incluyendo el archipiélago de Chagos

Mauricio lleva mucho tiempo reclamando la soberanía del archipiélago de Chagos, situado a 1287 km al noreste. El 3 de octubre de 2024 Reino Unido anunció el acuerdo para restituir a Mauricio el control de Chagos.
Administrativamente, Chagos formaba parte de Mauricio desde el siglo XVIII, cuando los franceses colonizaron las islas. Todas las islas que formaban parte del territorio colonial francés de Isla de Francia (como se conocía entonces a Mauricio) fueron cedidas a los británicos en 1810 en virtud del Acta de Capitulación firmada entre ambas potencias. En 1965, tres años antes de la independencia de Mauricio, el Reino Unido separó el archipiélago de Chagos de Mauricio y las islas de Aldabra, Farquhar y Desroches de las Seychelles para formar el Territorio Británico del Océano Índico (BIOT). Las islas se establecieron formalmente como territorio de ultramar del Reino Unido el 8 de noviembre de 1965. El 23 de junio de 1976, Aldabra, Farquhar y Desroches fueron devueltas a Seychelles como consecuencia de su independencia. El BIOT comprende ahora sólo el archipiélago de Chagos. El Reino Unido arrendó la isla principal del archipiélago, Diego García, a Estados Unidos en virtud de un contrato de arrendamiento de 50 años para establecer una base militar. En 2016, Gran Bretaña prorrogó el arrendamiento a Estados Unidos hasta 2036.
Mauricio ha afirmado en repetidas ocasiones que la separación de sus territorios constituye una violación de las resoluciones de las Naciones Unidas que prohíben el desmembramiento de los territorios coloniales antes de la independencia y afirma que el archipiélago de Chagos, incluido Diego García, forma parte integral del territorio de Mauricio tanto en virtud de la legislación mauriciana como del derecho internacional. Tras negar inicialmente que las islas estuvieran habitadas, los funcionarios británicos expulsaron por la fuerza al continente a unos 2000 chagosianos que habían vivido en esas islas durante un siglo. Para obligar a los habitantes a marcharse, primero las autoridades británicas cortaron los suministros de alimentos, y los que se resistieron fueron amenazados con ser fusilados o bombardeados si no abandonaban la isla. Para asustarles, sus perros y animales domésticos fueron asesinados con gas. En las Naciones Unidas y en declaraciones a su Parlamento, el Reino Unido declaró que no había «población permanente» en el archipiélago de Chagos y describió a la población como «trabajadores contratados» que fueron reubicados. Desde 1971, sólo está habitado el atolón de Diego García, donde viven unos 3000 militares y civiles contratados por el Reino Unido y Estados Unidos. Desde entonces, los chagosianos han emprendido un activismo para regresar al archipiélago, alegando que su expulsión forzosa y desposesión fueron ilegales.
El artículo 111 de la Constitución de Mauricio establece que «Mauricio» incluye.
- las Islas de Mauricio, Rodrigues, Agaléga, Tromelin, Cargados Carajos y el Archipiélago de Chagos, incluyendo Diego García y cualquier otra isla comprendida en el Estado de Mauricio;
- el mar territorial y el espacio aéreo sobre el mar territorial y las islas especificadas en el párrafo (a);
- la plataforma continental; y
- los lugares o zonas que puedan ser designados por reglamentos dictados por el primer ministro, cuyos derechos son o pueden llegar a ser ejercidos por Mauricio.

Mauricio considera el mar territorial del archipiélago de Chagos y la isla de Tromelin (Francia) como parte de su zona económica exclusiva.

## Economía

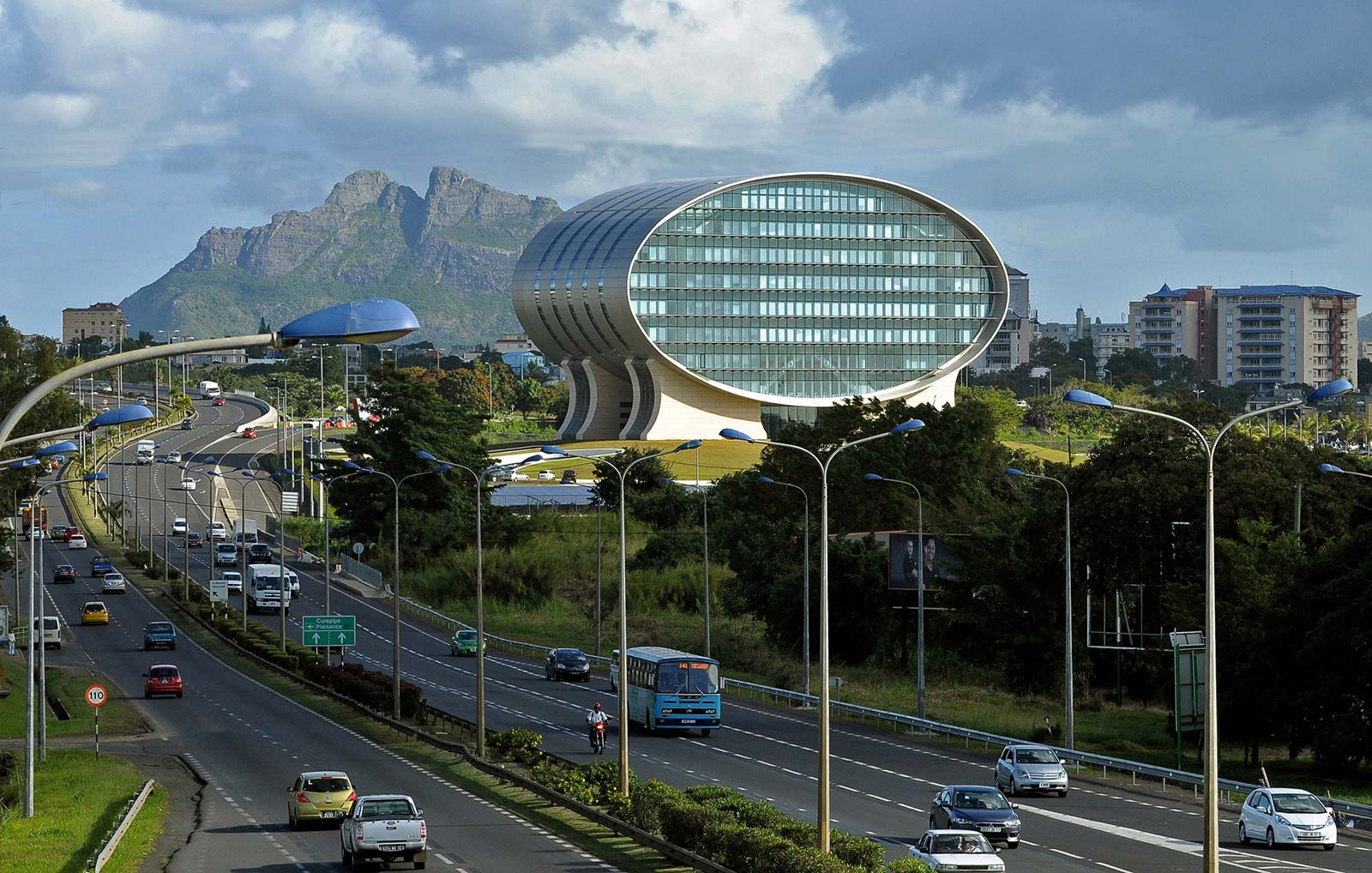
Banco Comercial de Mauricio en la ciudad cibernética Ebene

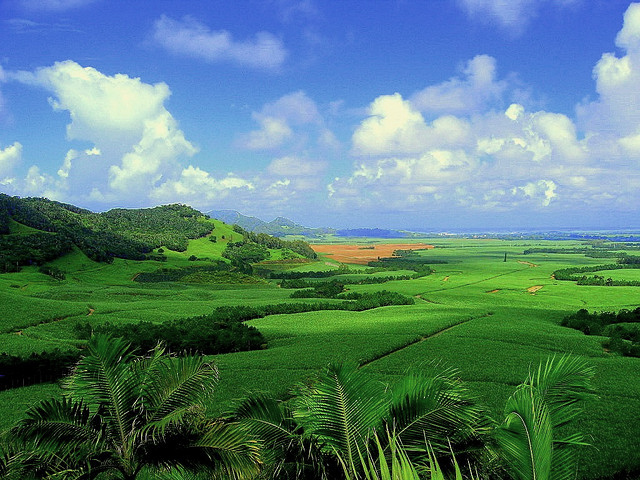
Plantaciones de caña de azúcar en Mauricio

Desde su independencia en 1968, Mauricio ha conocido una evolución fulgurante. La isla pasó de ser un país de bajos recursos e ingreso per cápita, en el que la economía se basaba en la agricultura, a ser un país con el estatus de país emergente y de constante desarrollo, con ingresos intermedios y en el que la economía diversificada reposa sobre un sector industrial y financiero en pleno crecimiento, sin olvidar la naciente industria del turismo. Durante este período de crecimiento económico, el país creció a una tasa del 5 a 6 % anual. Este resultado se traduce en una sensible mejora de la calidad de vida y un aumento significativo de la esperanza de vida, una baja en la mortalidad infantil y un gran desarrollo infraestructural.
La caña de azúcar constituye el 90 % de los cultivos y representa el 25 % de las exportaciones. Una sequía histórica perjudicó gravemente la cosecha de 1999. La estrategia de desarrollo llevada a cabo por el gobierno se centra en la inversión extranjera. Mauricio ha atraído a unas 9000 sociedades offshore, de las que la mayoría se dedican al comercio en la India y África del Sur. En el sector bancario se han realizado inversiones por más de mil millones de dólares. La emisión de sellos para colección es también fuente de ingresos.
Mauricio tiene una economía de ingresos medios altos, según el Banco Mundial en 2011. El Índice de Facilidad para Hacer Negocios 2018 del Banco Mundial clasifica al país en el puesto 25 entre las 190 economías a nivel mundial en términos de facilidad para hacer negocios. Mauricio ha construido su éxito en una economía de libre mercado. De acuerdo con el Índice de Libertad Económica de 2013, Mauricio está clasificado como la octava economía más libre del mundo y el puntaje más alto en libertad de inversión.
El sistema tributario del país favorece el desvío de enormes ingresos fiscales con impunidad en detrimento de algunos Estados, generalmente africanos. El sector financiero por sí solo representa el 50 % del producto interno bruto (PIB) del país. Mauricio tiene más de 20 000 compañías extraterritoriales. Este sistema también permite la circulación de fondos de origen fraudulento o delictivo.
Según el Índice mundial de innovación, a cargo de la Organización Mundial de la Propiedad Intelectual, en 2024, Mauricio se ubicó en lugar 55 en innovación entre 133 países del mundo; mientras que en 2023 ocupó el lugar 57 y el lugar 45 en 2022.

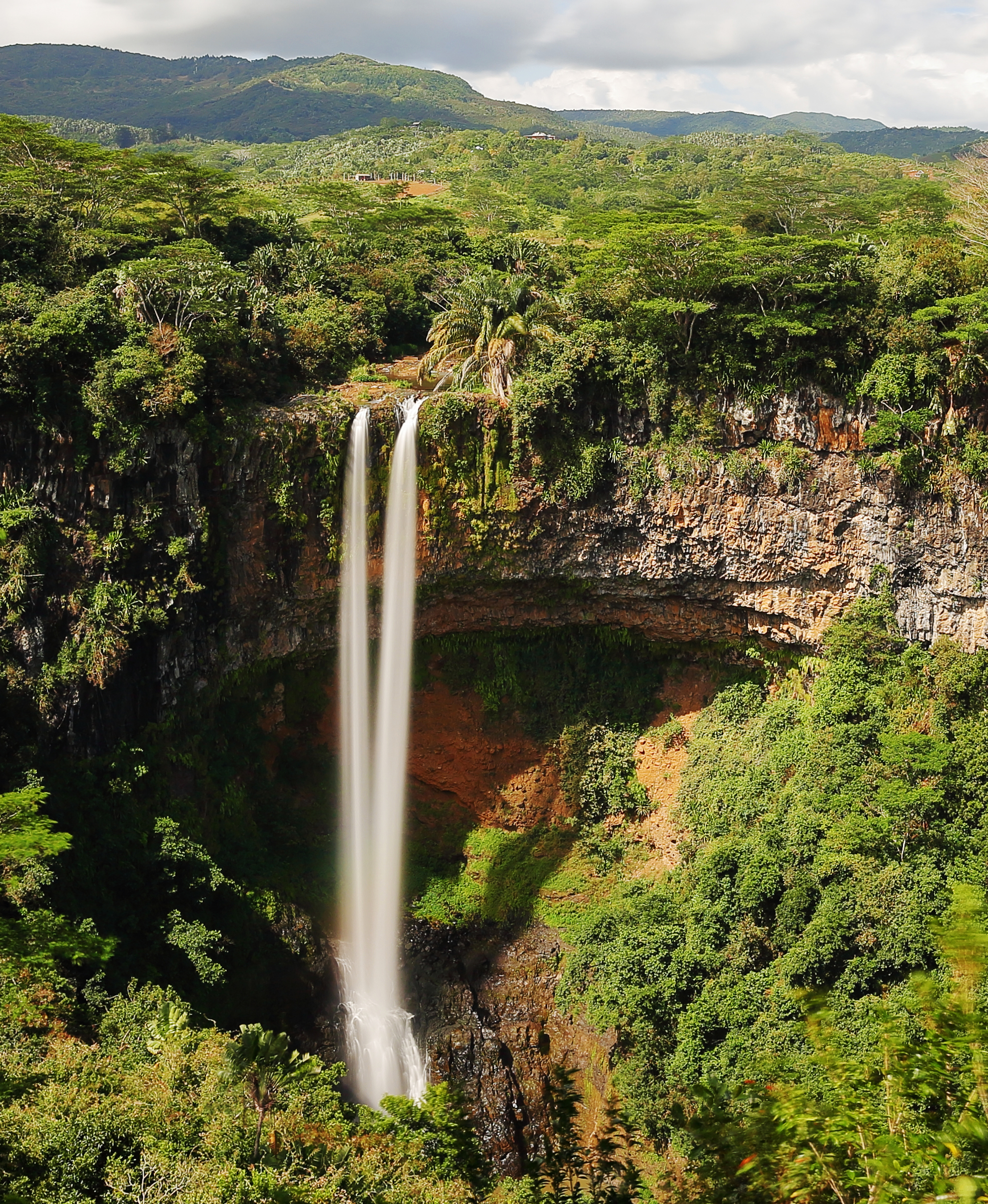
Cataratas Chamarel, Mauricio

### Turismo
El turismo en Mauricio es un componente importante de la economía mauriciana, así como una fuente significativa de sus ingresos en divisas. La industria turística es también un importante pilar económico en la isla de Rodríguez; sin embargo, el turismo no se ha desarrollado en las islas Agaléga. Mauricio es apreciado por los turistas sobre todo por su entorno natural y sus atracciones artificiales, la diversidad multiétnica y cultural de la población, el clima tropical, las playas y los deportes acuáticos.
En los últimos treinta años, Mauricio ha pasado de ser una economía de bajos ingresos basada en la agricultura a una economía diversificada de ingresos medios. Gran parte de este crecimiento económico ha sido el resultado de la expansión del sector del turismo de lujo. Mauricio dependía principalmente de las industrias azucarera y textil; cuando los precios mundiales del azúcar bajaron y la producción textil se volvió económicamente inviable, el gobierno decidió ampliar la industria turística. A lo largo de los años, la mayoría de los visitantes de Mauricio procedían de países europeos. Debido a la recesión económica en Europa en 2011, el gobierno decidió diversificar su mercado ofreciendo vuelos directos a países asiáticos y africanos que estaban experimentando un mayor crecimiento en cuanto a su llegada.
El sector turístico está supervisado por el Ministerio de Turismo y Ocio. La Autoridad de Promoción Turística de Mauricio (MTPA) promociona Mauricio realizando campañas publicitarias, participando en ferias de turismo y organizando, en colaboración con la industria turística local, campañas y actividades de promoción en Mauricio y en el extranjero. La Autoridad de Turismo (TA) es responsable de la concesión de licencias, la regulación y la supervisión de las actividades de las empresas turísticas, las embarcaciones de recreo, los navegantes y los promotores. También contribuye a la mejora del destino y proporciona asistencia técnica a la isla de Rodrigues. La Association des Hôteliers et Restaurateurs de l'île Maurice (AHRIM) es una organización sin ánimo de lucro creada en 1973 para representar y promover los intereses de los hoteles y restaurantes de Mauricio.
Los principales grupos hoteleros de Mauricio son LUX* Resorts & Hotels, Beachcomber Resorts & Hotels, Sun Resorts, Constance, Long Beach resorts, Attitude y VLH/Heritage.

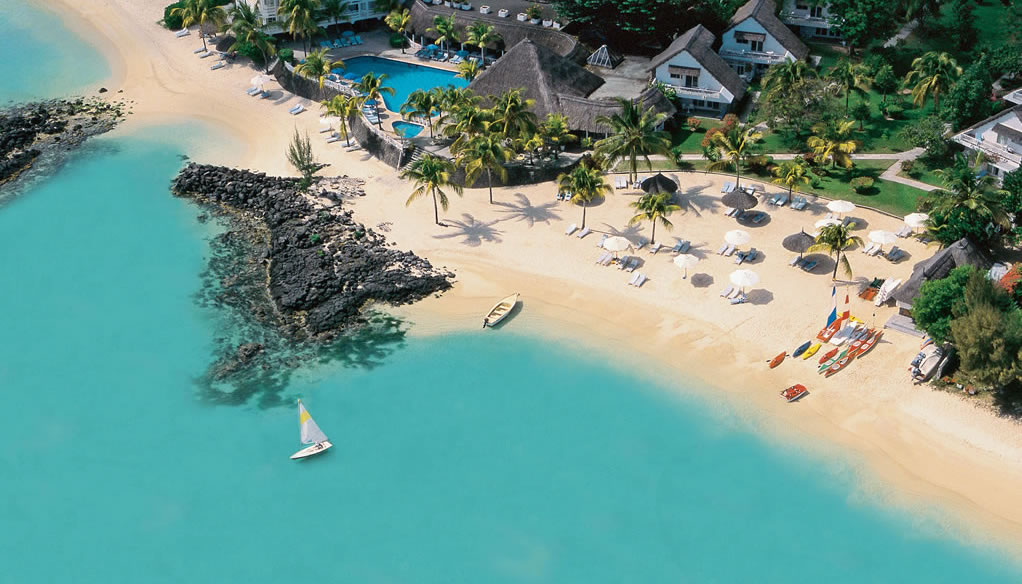
Playa Merville en Mauricio

Mauricio cuenta actualmente con dos lugares declarados Patrimonio de la Humanidad por la UNESCO, a saber, Aapravasi Ghat y el Paisaje Cultural de Le Morne. Además, el parque nacional de las Gargantas del Río Negro está actualmente en la lista provisional de la UNESCO.
Según Statistics Mauritius, el total de llegadas de pasajeros a Mauricio en 2011 fue de 1 294 387 y las llegadas de turistas en el año alcanzaron los 964 642. En 2012, dos mercados emergentes, la Federación Rusa y la República Popular China, registraron crecimientos positivos del 58,9 % y el 38,0 %, respectivamente. Según el Banco de Mauricio, los ingresos brutos por turismo fueron de 44 000 millones de rupias en 2012. La previsión de llegada de turistas para 2013 era de 1 millón.
Los datos de Statsmauritius.govmu.org sobre las llegadas de turistas para 2018 muestran que «1. El número de llegadas de turistas para el año 2018 aumentó un 4,3 % para alcanzar 1 399 408 en comparación con 1 341 860 para el año 2017 2. Las llegadas de turistas por vía aérea aumentaron un 3,6 %, pasando de 1 312 295 en 2017 a 1 359 688 en 2018, mientras que las llegadas por vía marítima aumentaron un 34,3 % , pasando de 29 565 a 39 720. 3. El comportamiento de nuestros principales mercados, que representaron el 71 % del total de llegadas de turistas en el año 2018».

### Servicios financieros
Según la Comisión de Servicios Financieros, las actividades financieras y de seguros contribuyeron al 11,1 % del PIB del país en 2018. A lo largo de los años, Mauricio se ha ido posicionando como el centro preferido para la inversión en África debido a su ubicación estratégica entre Asia y África, su marco normativo híbrido, la facilidad para hacer negocios, los tratados de protección de las inversiones, los tratados de no doble imposición, la mano de obra altamente cualificada y multilingüe, la estabilidad política, la baja tasa de criminalidad junto con las modernas infraestructuras y la conectividad. Es la sede de varios bancos internacionales, bufetes de abogados, servicios corporativos, fondos de inversión y fondos de capital privado. Entre los productos y servicios financieros, se encuentran la banca privada, los negocios globales, los seguros y reaseguros, las sociedades limitadas, las sociedades de células protegidas, los fideicomisos y las fundaciones, la banca de inversión y la administración de sedes globales.
El tipo impositivo de las empresas oscila entre el 15 % y el 17 % y el de las personas físicas entre el 10 % y el 25 %. Aunque el país también ofrece incentivos como exenciones y vacaciones fiscales en algunos sectores específicos para impulsar su competitividad, la prensa suele tachar al país de paraíso fiscal debido a personas y empresas que realizan prácticas abusivas en su sector financiero. El país se ha forjado una sólida reputación haciendo uso de las mejores prácticas y adoptando un sólido marco jurídico y normativo para demostrar su cumplimiento de las exigencias internacionales de mayor transparencia. En junio de 2015, Mauricio se adhirió a la Convención multilateral sobre Asistencia Administrativa Mutua en Materia Fiscal, y cuenta con un mecanismo de intercambio de información con 127 jurisdicciones. Mauricio es miembro fundador del Grupo de Lucha contra el Blanqueo de Capitales de África Oriental y Meridional y ha estado a la vanguardia de la lucha contra el blanqueo de capitales y otras formas de delincuencia financiera. El país ha adoptado el intercambio de información de forma automática en el marco del Common Reporting Standard y de la Foreign Accounts Tax Compliance Act.

## Demografía

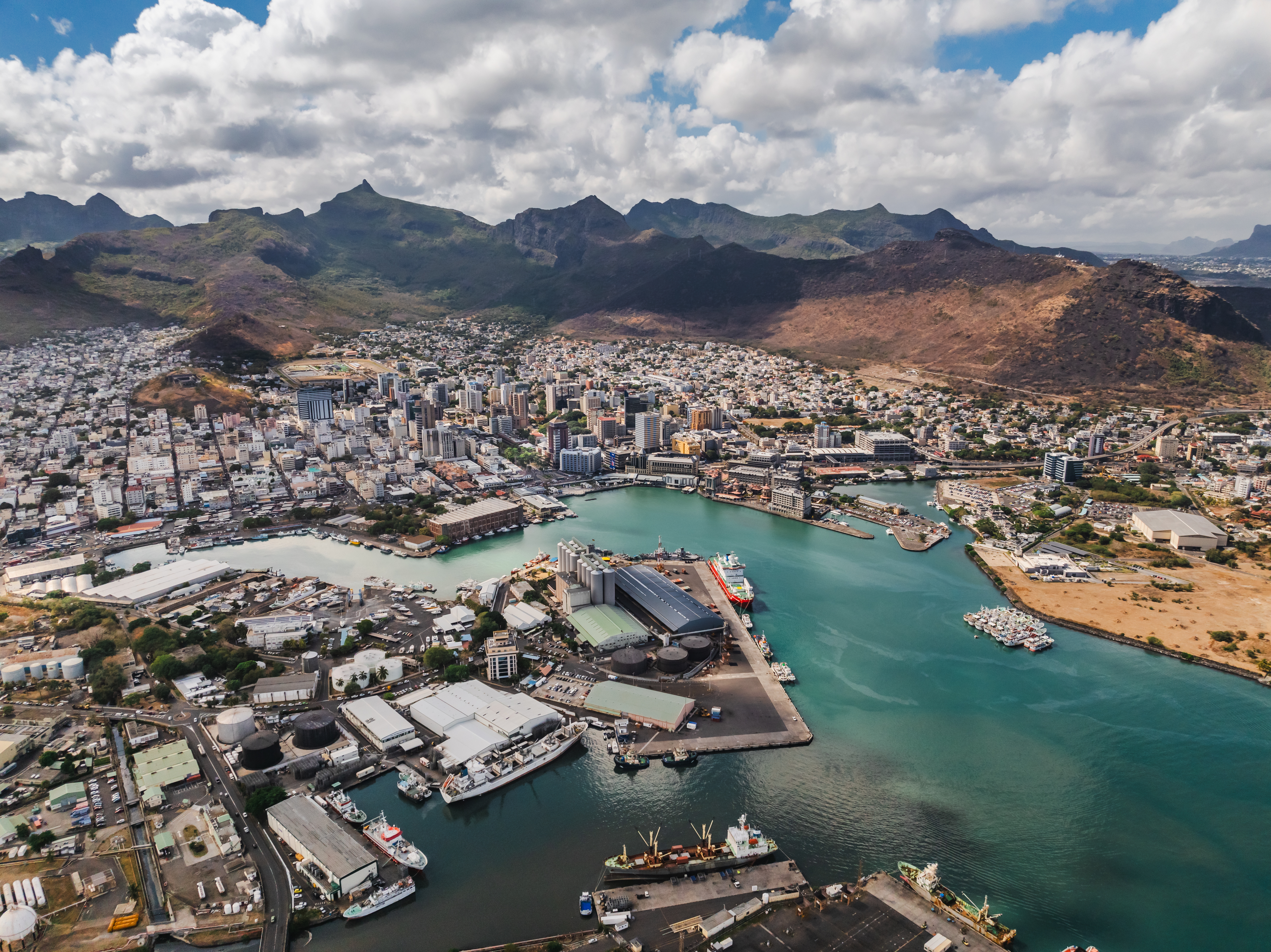
Vista aérea de Port Louis, la capital y ciudad más poblada de Mauricio.

Según estimaciones de 2025, la población de la isla ascendía a 1 283 273 habitantes. Mauricio es el país con mayor densidad de población de África, debido a su pequeño tamaño, siendo de 629 habitantes por kilómetros cuadrados. La distribución por sexo es prácticamente igualitaria, siendo el 50,02% mujeres y el 49,98% hombres. En cuanto a su pirámide de población, en el país el 15,12% de sus habitantes tiene entre 0 y 14 años, el 71,3% entre 15 y 64 años, mientras que la población mayor de 64 años es del 12,9%. Este porcentaje de personas de la tercera edad se encuentra aumentando año tras año a una velocidad importante. En 2010, los mayores de 65 años solo representaban el 7,19% y los menores de 14 años eran el 21,09% de la población, lo que hace pensar que el país cuenta una tasa de natalidad más baja. De hecho, la tasa de natalidad bajó del 12,00‰ al 9,60‰ en los últimos 13 años. Por su parte, el índice de fecundidad, media de números de hijos por cada mujer, también ha descendido en los últimos años, siendo en 2022 de 1,32.
Mauricio es probablemente la isla más multicultural del océano Índico. Hay descendientes de gente del sur de Asia (principalmente indios), África (principalmente de Madagascar), Francia, Reino Unido, China y de otros lugares. Se estima que la población mauriciana está compuesta por un 40% de hindúes, un 18% de criollos africanos o mestizos africano-descendientes, un 17% de musulmanes, un 7% de tamiles, un 3% de sino-mauricianos y un 2% de descendientes de colonos franceses.
El idioma oficial en Mauricio para negocios y actividades económicas es el inglés. Sin embargo, son el francés y el criollo (mezcla de francés y otros idiomas africanos) las lenguas con las que se comunica la población. Casi la mitad de la población practica el hinduismo; otras religiones importantes en Mauricio son: el catolicismo, el islam y las iglesias protestantes. De acuerdo con datos de 2012, cinco de las localidades más pobladas de Mauricio superan los 75 000 residentes. Estas son: Port Louis, la capital y ciudad más poblada (158 965 habitantes), Beau-Bassin Rose-Hill (112 215 habitantes), Vacoas-Phoenix (108 103 habitantes), Curepipe (85 259 habitantes) y Quatre Bornes (81 979 habitantes).

### Religión
Según el censo de 2011 realizado por Statistics Mauritius, el 48,5 % de la población mauriciana sigue el hinduismo, seguido del cristianismo (32,7 %), del que el 26,3 % es católico, el islam (17,2 %) y otras religiones (0,7 %). El 0,7 % se declaró no religioso y el 0,1 % no contestó. La Constitución prohíbe la discriminación por motivos religiosos y establece la libertad de practicar, cambiar de religión o no tener ninguna. Esta composición religiosa particular se debe a que en la época del Imperio británico fueron traídos trabajadores del subcontinente Indio (en su mayoría hindúes y musulmanes), y en la época de la colonización francesa llegaron sacerdotes católicos.

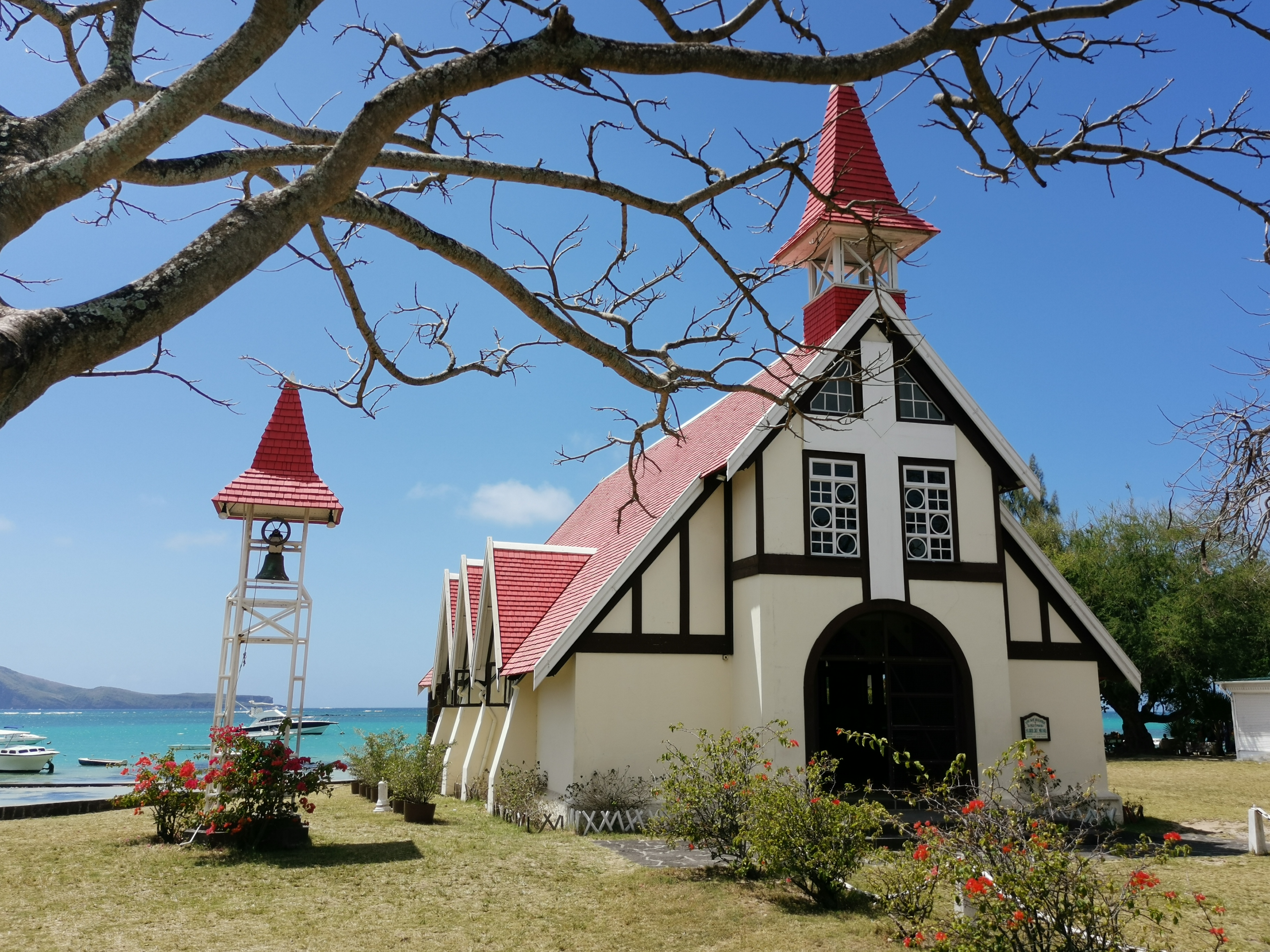
Iglesia de Nuestra Señora Auxiliadora de los Cristianos (Notre Dame Auxiliatrice)

La Iglesia católica, la Iglesia de Inglaterra, la Iglesia Presbiteriana de Mauricio, los Adventistas del Séptimo Día, las Asociaciones de Templos Hindúes y las Organizaciones de Mezquitas Musulmanas gozan de exenciones fiscales y se les asignan ayudas económicas en función de su respectivo porcentaje de población. Otros grupos religiosos pueden registrarse y estar exentos de impuestos, pero no reciben ayudas económicas. Los días festivos de origen religioso son las fiestas hindúes de Maha Shivaratri, Ougadi, Thaipoosam Cavadee, Ganesh Chaturthi y Diwali; las fiestas cristianas de la Asunción y la Navidad; y la fiesta musulmana de Eid al-Fitr. El Estado participa activamente en su organización con comités especiales que presiden la peregrinación a Ganga Talao para Maha Shivaratri y la procesión católica anual al lugar de descanso de Jacques-Désiré Laval en Sainte-Croix.

### Educación
El sistema educativo de Mauricio consta de los sectores de preescolar, primaria, secundaria y terciaria. La estructura educativa consta de dos o tres años de preescolar, seis años de primaria que conducen al Certificado de Aprovechamiento de la Escuela Primaria, cinco años de secundaria que conducen al Certificado Escolar y dos años de secundaria superior que terminan con el Certificado Escolar Superior. Los centros de enseñanza secundaria llevan el nombre de «colegio» en su denominación. El gobierno de Mauricio ofrece educación gratuita a sus ciudadanos desde el nivel preescolar hasta el terciario. En 2013 el gasto del gobierno en educación se estimó en unos 13 584 millones de libras, lo que representa el 13 % del gasto total. A partir de enero de 2017, el gobierno ha introducido cambios en el sistema educativo con el programa de Educación Básica Continua de Nueve Años, que suprimió el Certificado de Educación Primaria (CPE).

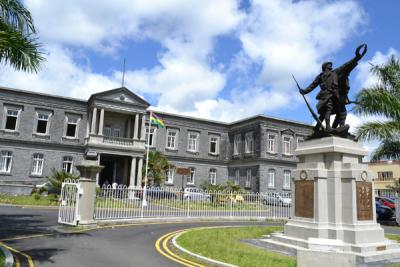
Royal College Curepipe, Mauricio

Los exámenes O-Level y A-Level son realizados por la Universidad de Cambridge a través de University of Cambridge International Examinations. El sector de la educación terciaria incluye las universidades y otras instituciones técnicas de Mauricio. Las dos principales universidades públicas son la Universidad de Mauricio y la Universidad de Tecnología, además de la Université des Mascareignes, fundada en 2012, y la Universidad Abierta de Mauricio (Open University Mauritius). Estas cuatro universidades públicas y varios otros institutos técnicos y escuelas superiores son gratuitos para los estudiantes a partir de 2019.
La tasa de alfabetización de adultos se estimó en un 92,7 % en 2015. Mauricio ocupó el puesto 52 en el Índice Global de Innovación en 2021, el primero en África.

### Idiomas
La Constitución mauriciana no menciona ninguna lengua oficial. La Constitución sólo menciona que la lengua oficial de la Asamblea Nacional es el inglés; sin embargo, cualquier miembro puede dirigirse a la presidencia también en francés. El inglés y el francés se consideran generalmente lenguas nacionales y comunes de facto de Mauricio, ya que son las lenguas de la administración gubernamental, los tribunales y los negocios. La Constitución de Mauricio está escrita en inglés, mientras que algunas leyes, como el Código Civil y el Código Penal, están en francés. La moneda mauriciana presenta diversos tipos de escritura latina, tamil y devanagari.

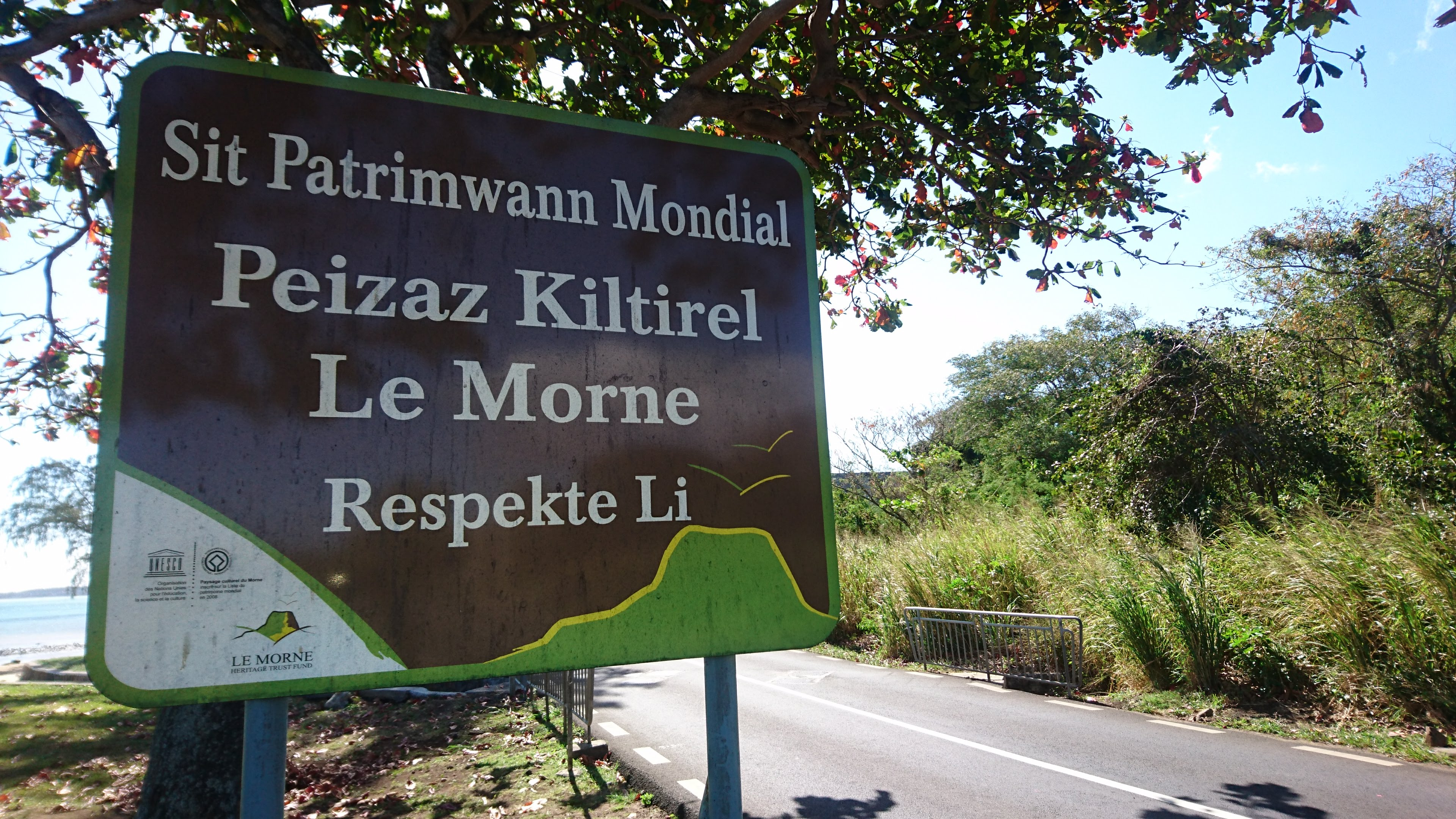
Un Cartel escrito en el Criollo de Mauricio

La población mauriciana es multilingüe; aunque el criollo mauriciano es la lengua materna de la mayoría de los mauricianos, la mayor parte de la gente también domina el inglés y el francés; suelen cambiar de lengua según la situación. El francés y el inglés son los idiomas preferidos en el ámbito educativo y profesional, mientras que las lenguas asiáticas se utilizan principalmente en la música y las actividades religiosas y culturales. Los medios de comunicación y la literatura están principalmente en francés.
La lengua criolla, de base francesa con algunas influencias adicionales, es hablada por la mayoría de la población como lengua nativa. Las lenguas criollas que se hablan en las diferentes islas del país son más o menos similares: el criollo mauriciano, el criollo de Rodrigues, el criollo Agalega y el criollo Chagosiano son hablados por los habitantes de las islas Mauricio, Rodrigues, Agaléga y Chagos. Las siguientes lenguas ancestrales, también habladas en Mauricio, han sido reconocidas oficialmente mediante leyes parlamentarias: el bhojpuri, el chino, el hindi, el marathi, el tamil, el telugu y el urdu. El bhojpuri, antaño muy hablado como lengua materna, se ha ido reduciendo con los años. Según el censo de 2011, el 5 % de la población hablaba bhojpuri, frente al 12 % del año 2000.
Los escolares deben aprender inglés y francés; también pueden optar por una lengua asiática o el criollo mauriciano. El medio de enseñanza varía de una escuela a otra, pero suele ser el inglés en las escuelas públicas y privadas subvencionadas por el gobierno, y principalmente el francés en las privadas de pago. Los exámenes O-Level y A-Level son organizados en inglés por Cambridge International Examinations en las escuelas públicas y privadas subvencionadas por el gobierno, mientras que las escuelas privadas de pago siguen mayoritariamente el modelo del bachillerato francés.

## Transporte
El transporte en Mauricio se caracteriza por la red de carreteras, puertos y aeropuertos. Al principio, la isla sólo era accesible por barco hasta 1922, cuando aterrizó el primer vuelo en Mauricio.

### Transporte ferroviario
Desde la década de 1860 hasta la de 1960 existió un sistema ferroviario público e industrial. Debido a la persistente falta de rentabilidad entre 1948 y 1953, se cerró definitivamente en 1964. Desde 1964 hasta 2020, no hubo ferrocarriles en Mauricio.

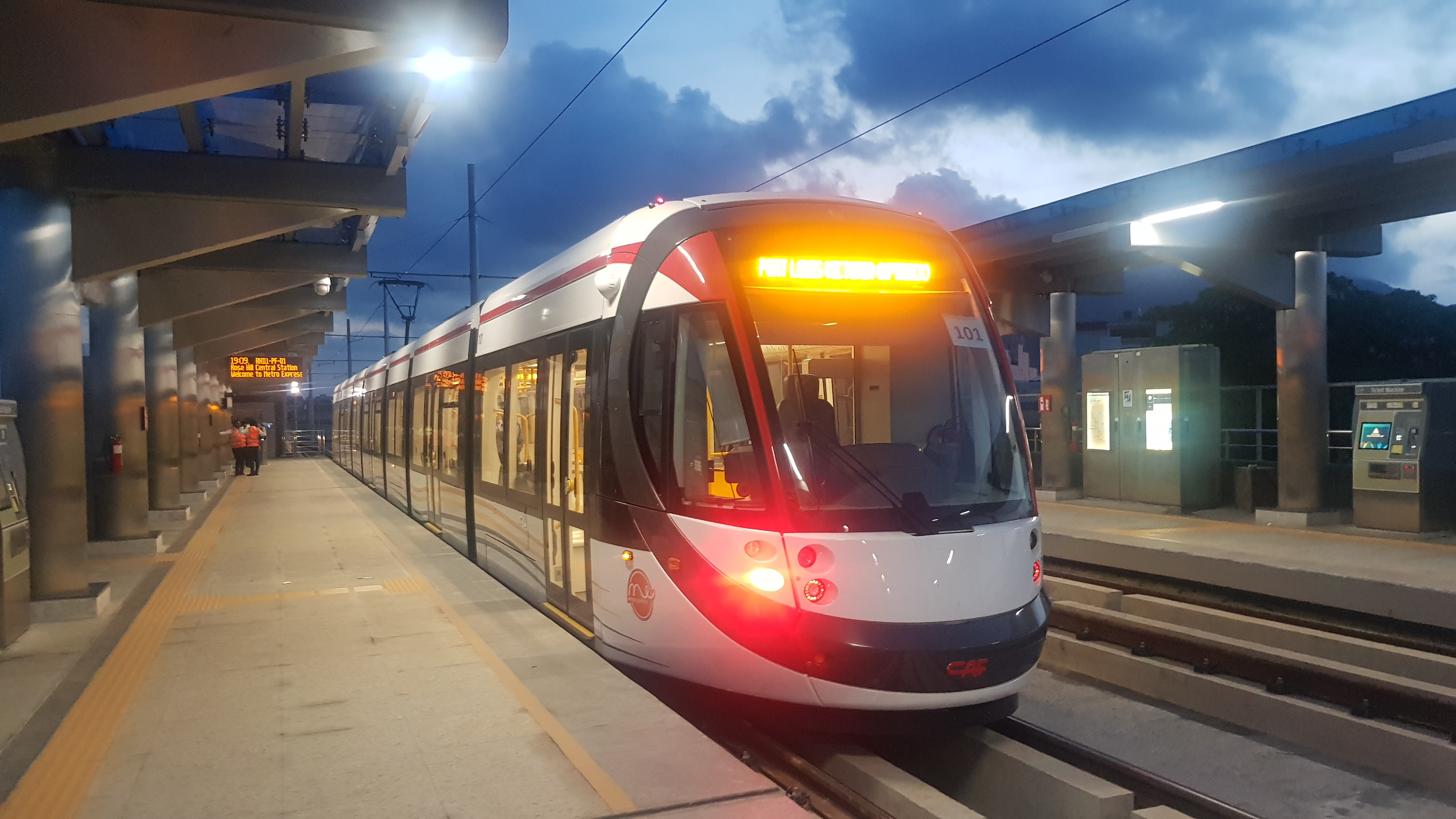
Metro Exprés de Mauricio, tren ligero que recorre parte de la isla principal desde 2020.

Para hacer frente a la creciente congestión del tráfico por carretera, se ha propuesto un sistema de tren ligero, Metro Exprés, entre Curepipe y Port Louis. El proyecto consta de varias fases; la primera, de Port Louis a Rose Hill, entró en funcionamiento en enero de 2020. Una vez completado, el sistema cubriría una distancia de unos 25 km, con unas 19 estaciones, muchas de ellas situadas en centros urbanos a lo largo de la ruta con terminales de transporte existentes. El tiempo de viaje de extremo a extremo sería de aproximadamente 41 minutos y los vagones tendrían aire acondicionado. Los intervalos entre trenes varían según la hora del día, pero se espera que sean del orden de 6 minutos en las horas punta. El acceso a las estaciones se haría mediante un sistema integrado de autobuses de enlace cómodos y fiables. También se construirá un ramal de 3,4 km con dos estaciones.

### Red de carreteras
A partir de 2019, hay 2772 kilómetros de carreteras en Mauricio, de los cuales 1140 kilómetros son carreteras principales, 913 kilómetros son carreteras secundarias, 104 kilómetros son autopistas y los 615 kilómetros restantes están formados por otros tipos de carreteras. El porcentaje de carreteras pavimentadas es del 98 %. El número de vehículos por kilómetro de carretera es de 209.

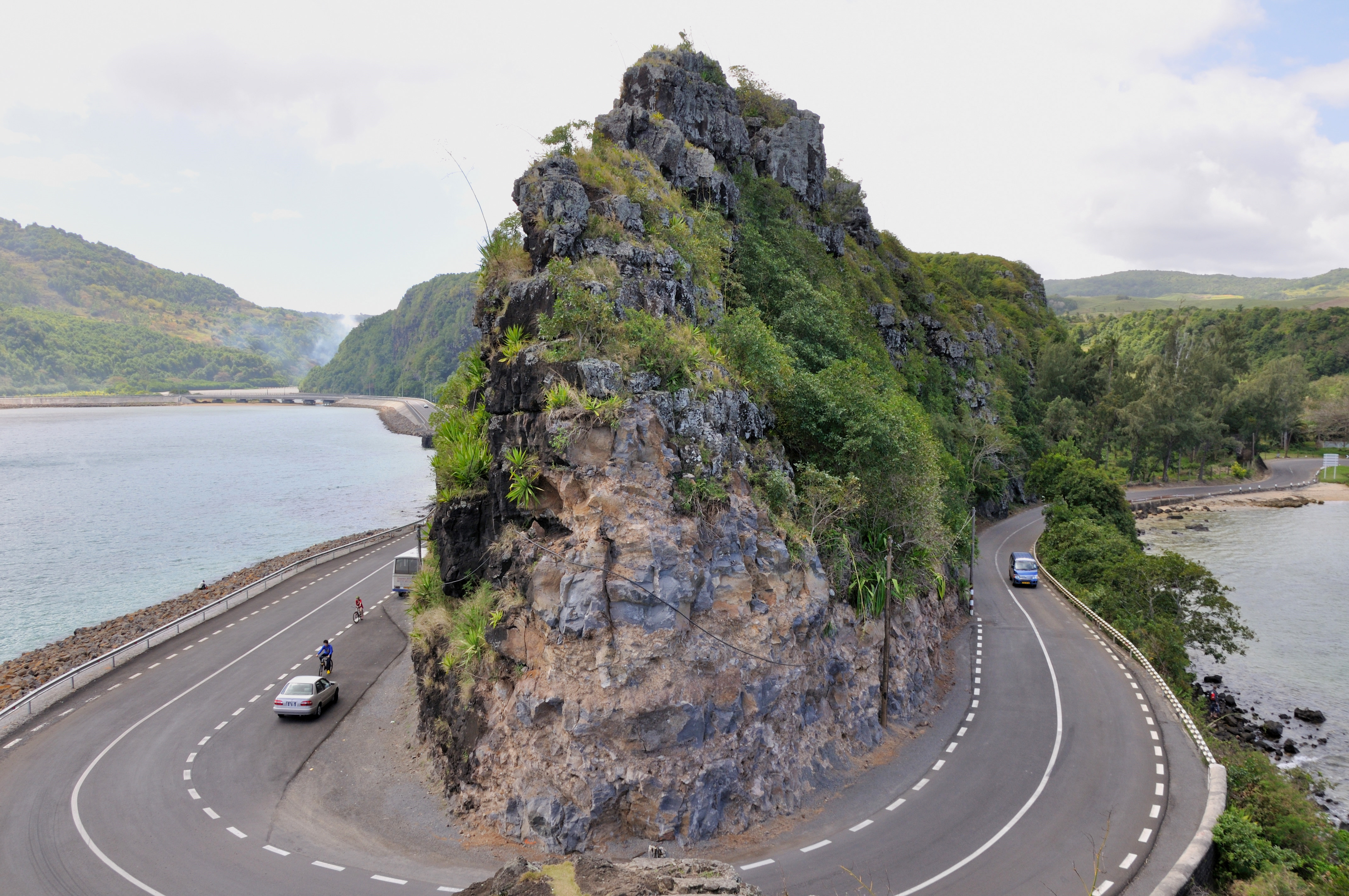
Carretera en la Baie du Cap (Bahía del Cabo), Mauricio.

La red de autopistas incluye tres autopistas principales:
- La M1 (autovía Port Louis - Plaisance) va desde Port Louis hasta el aeropuerto internacional, conectando también Moka, Beau Bassin-Rose Hill, Quatre Bornes, Vacoas-Phoenix y Curepipe. Su longitud es de 47 kilómetros y es la carretera más importante del país.
- La M2 (autovía Port Louis - Sottise) va de Port Louis a Grand-Baie, en el norte, y conecta también Pamplemousses. Su longitud es de 23 kilómetros.
- La M3 (Terre Rouge - Verdun - Trianon Link Road y Bagatelle - Valentina Link Road) circunvala Port Louis.
- La M4 (Aeropuerto - Bel Air - Point Blanc - Forbach) está en fase de contratación.[119]

### Red de autobuses
Mauricio cuenta con una amplia red de autobuses, con unas 220 líneas y unas 900 paradas. Están operadas por grandes empresas (Mauritius Bus Transport, National Transport Corporation (NTC), United Bus Service (UBS)), así como por otras más pequeñas (Rose Hill Transport (RHT), Triolet Bus Service (TBS) y otras) y varios operadores individuales que se organizan en Sociedades Cooperativas de Propietarios de Autobuses (BOCS) regionales. Los precios de los autobuses están regulados por el Gobierno de Mauricio. Sin embargo, no existe un billete independiente del operador que pueda utilizarse en toda la isla.

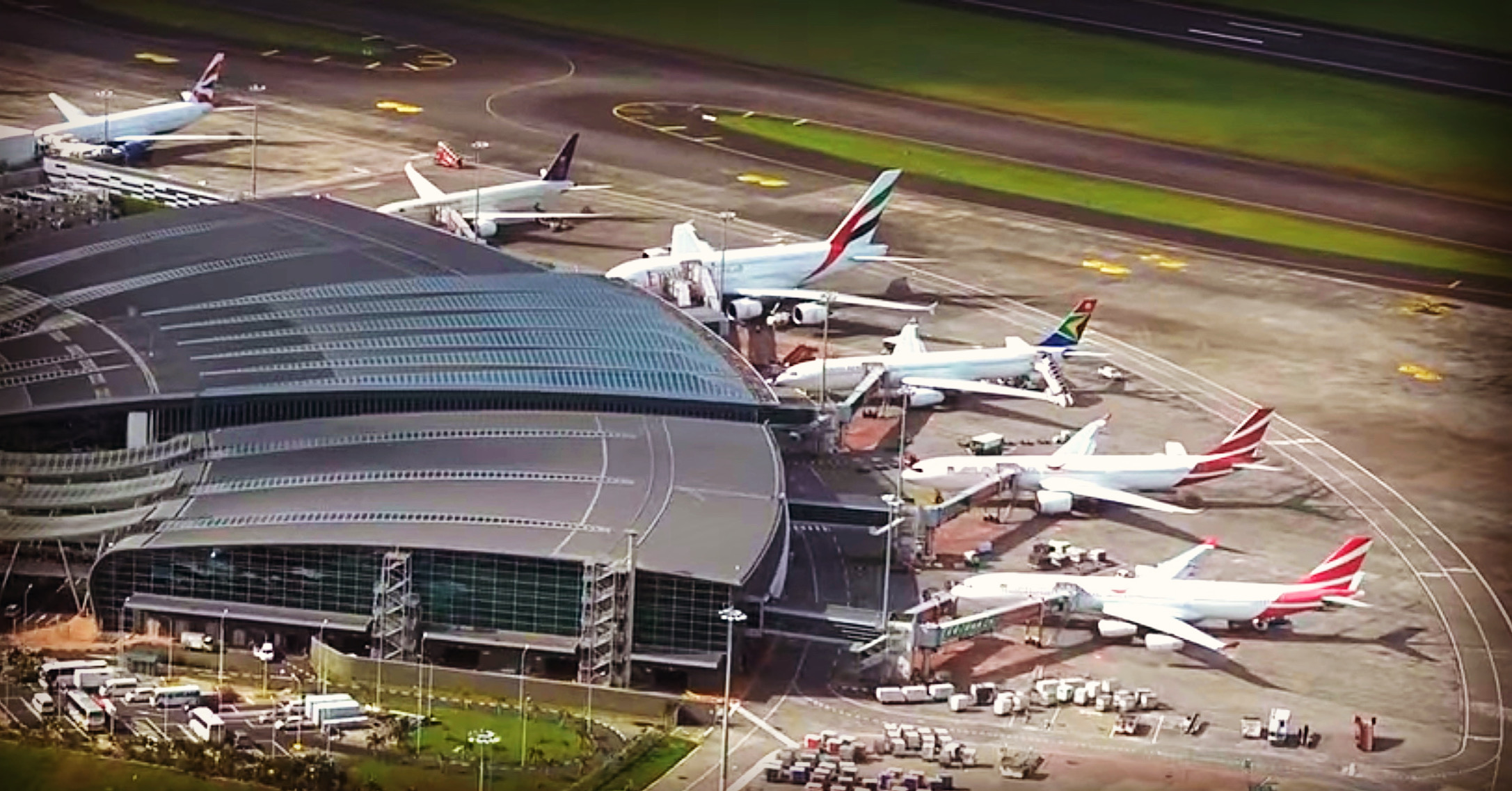
Aeropuerto Internacional Sir Seewoosagur Ramgoolam, Mauricio.

### Transporte Aéreo
A partir de 2014, hay 2 aeropuertos en Mauricio y sus dependencias, el Aeropuerto Internacional Sir Seewoosagur Ramgoolam y el Aeropuerto Sir Gaëtan Duval,
El primer vuelo registrado que despegó de Mauricio fue realizado el 2 de junio de 1922 por el comandante F.W. Honnet. El avión, un biplano monomotor, bautizado como Maurice, había llegado en barco. Para el vuelo inaugural, los terrenos de la Gymkhana de Vacoas se convirtieron en un aeropuerto improvisado.
El 10 de septiembre de 1933, dos pilotos franceses, Maurice Samat y Paul Louis Lemerle, volaron de la Isla de la Reunión a Mauricio en un avión Potez 43 llamado Monique. Los pilotos aterrizaron en Mon-Choisy, en el norte de la isla. El 4 de octubre del mismo año, un piloto mauriciano, Jean Hily, despegó de Mon-Choisy hacia la isla de la Reunión. Sin embargo, nunca llegó y se perdió en el mar. Durante los años siguientes, la pista de Mon-Choisy se utilizó como aeropuerto para los escasos aviones que aterrizaban en la isla. Sin embargo, en 1942, con la entrada de Japón en la Segunda Guerra Mundial, la isla adquirió una importancia estratégica en el océano Índico, por lo que el gobierno británico se apresuró a construir un nuevo aeropuerto en el sur de la isla, en Plaisance. El 24 de noviembre de 1943, el primer avión militar, un Dakota de la Real Fuerza Aérea procedente de Nairobi con escala en Madagascar, aterrizó en Plaisance.

## Cultura

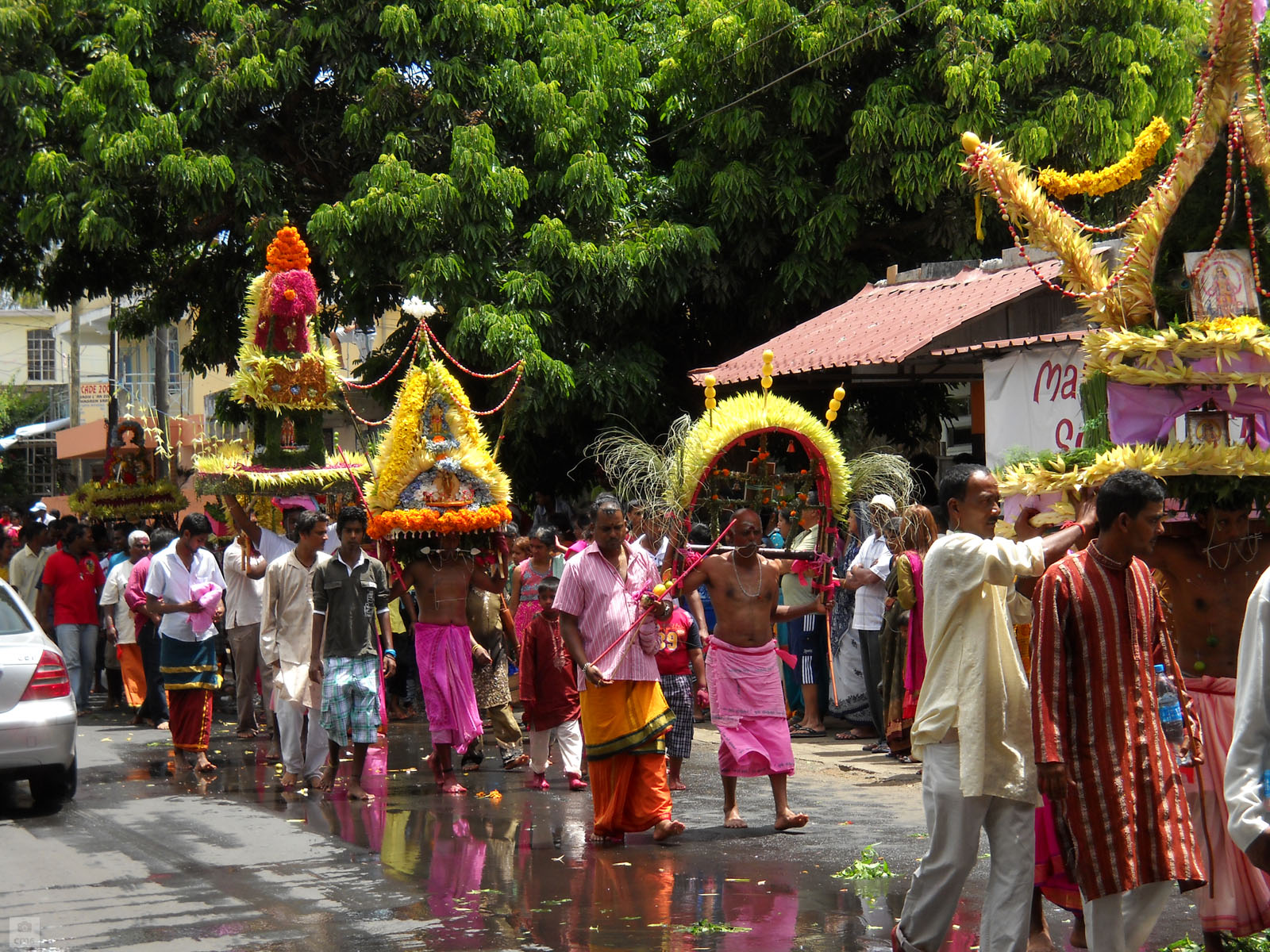
Festival hindú de Thaipusam

El pasado colonial mixto de Mauricio se refleja en su cultura. Por ejemplo, la cocina de Mauricio es una mezcla de Desi, creole, china y europea.
En 1847 Mauricio fue el quinto país del mundo en emitir sellos postales. Los dos tipos de estampillas emitidas ese año, conocidas como Red Penny y Blue Penny, son probablemente las más famosas del mundo, muy raras y consecuentemente, muy caras.
Las islas de Mauricio, al ser descubiertas, eran el hogar de una especie desconocida de pájaro, que los portugueses llamaron «Dodo» (tonto), ya que no parecían muy inteligentes. Para 1681 todos los dodos habían sido exterminados por los pastores o sus animales domésticos. A pesar de ello, el dodo es una de las figuras prominentes en el escudo de armas del país.
De las islas Mauricio es la familia del premio Nobel francés Jean-Marie Gustave Le Clézio. El escritor vive parte del año en el país y ha dedicado algunos libros a los recuerdos familiares.
Debido a la gran comunidad india residente en el país, Mauricio ha sido elegido varias veces para filmar películas, la mayoría de las cuales son producciones de «Bollywood» de la India. La última película de ese origen filmada en Mauricio es Garam Masala (2005).

### Arquitectura
La peculiar arquitectura de Mauricio refleja la historia de la nación insular como base comercial colonial que conectaba Europa con Oriente. Los estilos y formas introducidos por los colonos holandeses, franceses y británicos a partir del siglo XVII, mezclados con las influencias de la India y África Oriental, dieron lugar a una arquitectura híbrida única de importancia histórica, social y artística internacional. Las estructuras mauricianas presentan una variedad de diseños, materiales y elementos decorativos que son únicos en el país e informan del contexto histórico del océano Índico y del colonialismo europeo.

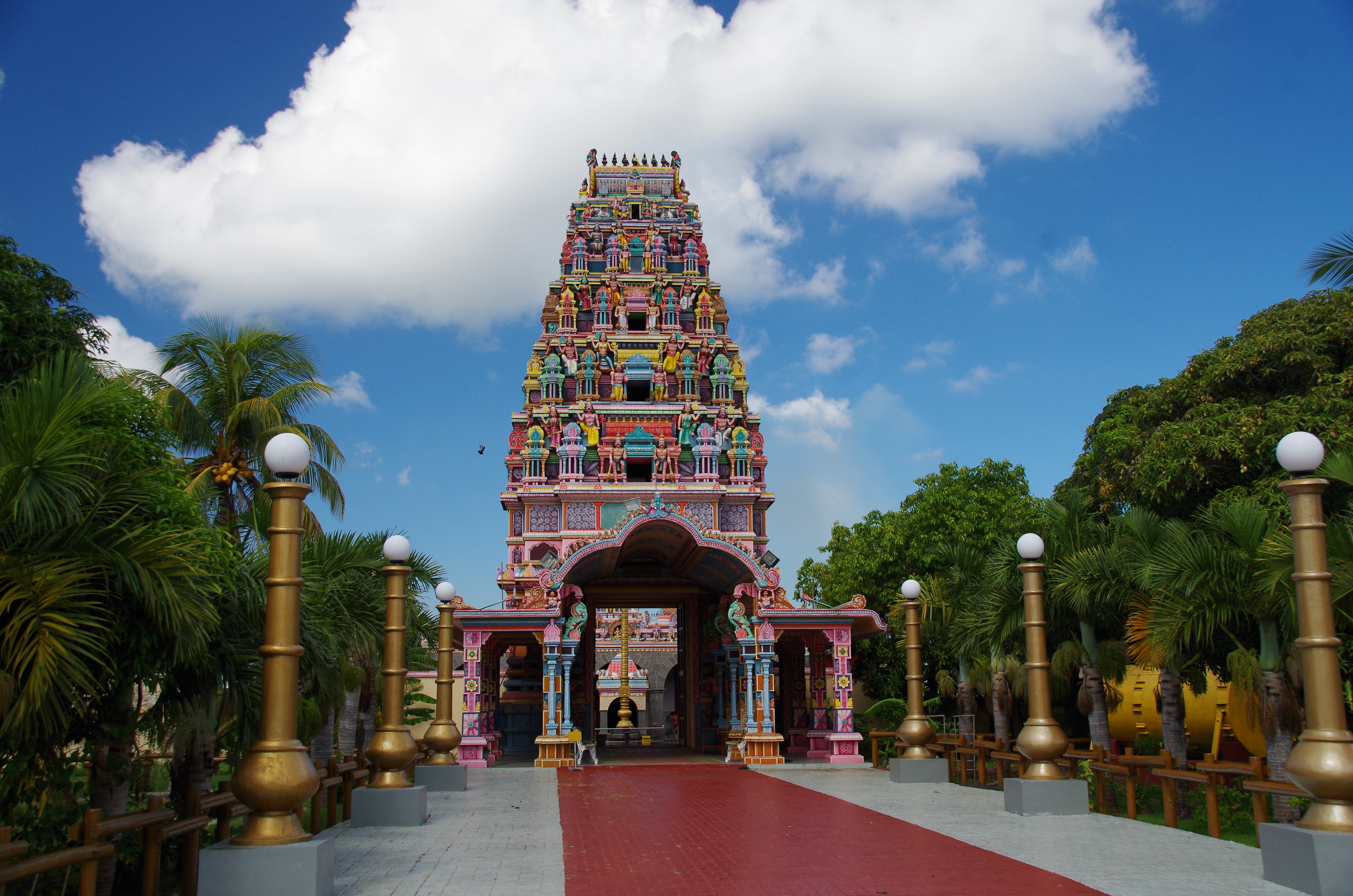
Templo Tamil en Mauricio

Décadas de cambios políticos, sociales y económicos han provocado la destrucción rutinaria del patrimonio arquitectónico mauriciano. Entre 1960 y 1980, las casas históricas de las zonas altas de la isla, conocidas localmente como campagnes, desaparecieron a un ritmo alarmante. En los últimos años se han demolido plantaciones, residencias y edificios civiles, que han sido despejados o renovados drásticamente para construir nuevos edificios al servicio de una industria turística en expansión. La capital, Port Louis, permaneció relativamente inalterada hasta mediados de la década de 1990, pero ahora refleja el daño irreversible que se ha infligido a su patrimonio construido. El aumento del valor del suelo se contrapone al valor cultural de las estructuras históricas de Mauricio, mientras que los costes prohibitivos de mantenimiento y el declive constante de las habilidades de construcción tradicionales hacen más difícil invertir en su conservación.
La población en general vivía históricamente en lo que se denomina casas criollas.

### Literatura
En la isla de Mauricio hay muchas lenguas, y la literatura mauriciana existe en francés, inglés, criollo e idiomas de la India. Los temas principales de la literatura mauriciana son el exotismo, el multirracialismo y el mestizaje, los conflictos raciales y sociales, temas del océano Índico y —más recientemente— las corrientes posmodernistas y posestructuralistas, como la coolitud.
Tras la independencia en 1968, escritores como Dev Virahsawmy reactivaron la lengua criolla, considerada entonces como un «patois», y escribieron literatura, especialmente teatro. La nueva generación de escritores ha expresado una persistente preocupación por la estructura y los temas más globales.
Aunque el kreol morisyen (Criollo) es la lengua más hablada en Mauricio, la mayor parte de la literatura está escrita en francés, aunque muchos autores escriben en inglés, bhojpuri y criollo. El famoso dramaturgo mauriciano Dev Virahsawmy escribe exclusivamente en criollo.
Entre los autores más importantes se encuentran Malcolm de Chazal, Ananda Devi, Raymond Chasle y Edouard Maunick [cita requerida]. Lindsey Collen ha sido capaz de forjar un encuentro de imaginarios en la singular configuración social de este polifacético país. Otros escritores más jóvenes, como Shenaz Patel, Natacha Appanah, Alain Gordon-Gentil y Carl de Souza, exploran los temas de la etnia, la superstición y la política en la novela. El poeta y crítico Khal Torabully ha propuesto el concepto de "coolitud", una poética que resulta de la mezcla de la diversidad cultural india y mauriciana. Otros poetas son Hassam Wachill, Edouard Maunick, Sedley Assone, Yusuf Kadel y Umar Timol.
J. M. G. Le Clézio, Premio Nobel de Literatura en 2008, es de origen mauriciano y tiene doble nacionalidad franco-mauriciana.
La isla acoge el Premio Le Prince Maurice, un galardón literario que celebra y reconoce a los «escritores del corazón». El premio está diseñado para destacar la historia del romance literario en todas sus formas, más que para la ficción romántica pura. En consonancia con la cultura literaria de la isla, el premio alterna anualmente entre escritores anglófonos y francófonos.

### Música

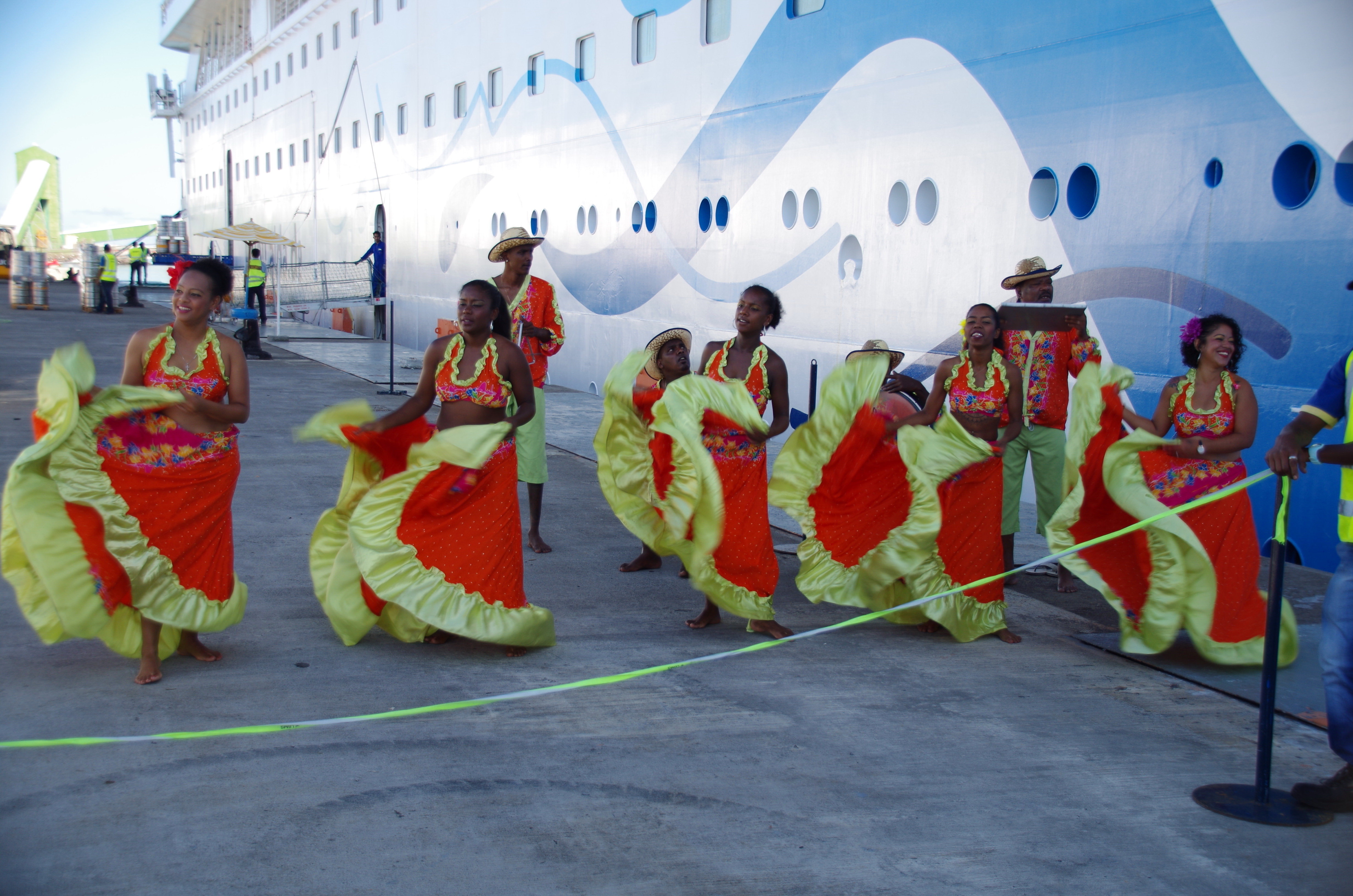
Mauricianos bailando Sega, la música tradicional del lugar

La música tradicional de Mauricio se conoce como música sega, aunque también son populares el reggae, el zouk, el soukous y otros géneros, pero estos últimos no son originarios de Mauricio, a pesar de que famosos cantantes locales, como Kaya, combinaron con éxito la música sega con la música reggae para crear el seggae mauriciano. Entre los cantantes de sega tradicionales más conocidos de Mauricio se encuentran Ti Frére, Marlene Ravaton, Serge Lebrasse, Michel Legris y Fanfan.
Mauricio tienen muchos músico con talento y, a lo largo de los años, la música mauriciana ha evolucionado hasta alcanzar niveles internacionales. Hay muchos artistas de jazz y blues en la isla.
El seggae y el reggae siguen siendo las músicas más populares producidas en Mauricio entre los artistas mauricianos. Gracias a una conexión a Internet decente, hoy en día vemos artistas más evolucionados que interpretan R&B, hip hop, soul, dubstep, club, techno y otras músicas mundialmente conocidas.
La Sega se suele cantar en criollo (lengua materna de los mauricianos). Muchos cantantes habían pensado también en realizar versiones de las canciones del Sega, pero luego en su mayoría decidieron no hacerlo para preservar la singularidad y la riqueza cultural de la música local de Mauricio.
Los instrumentos originales están desapareciendo rápidamente, dejando paso al conjunto de orquesta más convencional. Sin embargo, a lo largo de las aldeas pesqueras de la costa, se siguen utilizando los instrumentos tradicionales como la «Ravanne», el «Triangle», la «Maravanne» y la guitarra tradicional.
Para 2015, algunos de los artistas mauricianos de sega más conocidos eran Alain Ramanisum, Desiré Francois, Ziakazom. Otros artistas mauricianos conocidos son Kaka Zulu y The Prophecy.

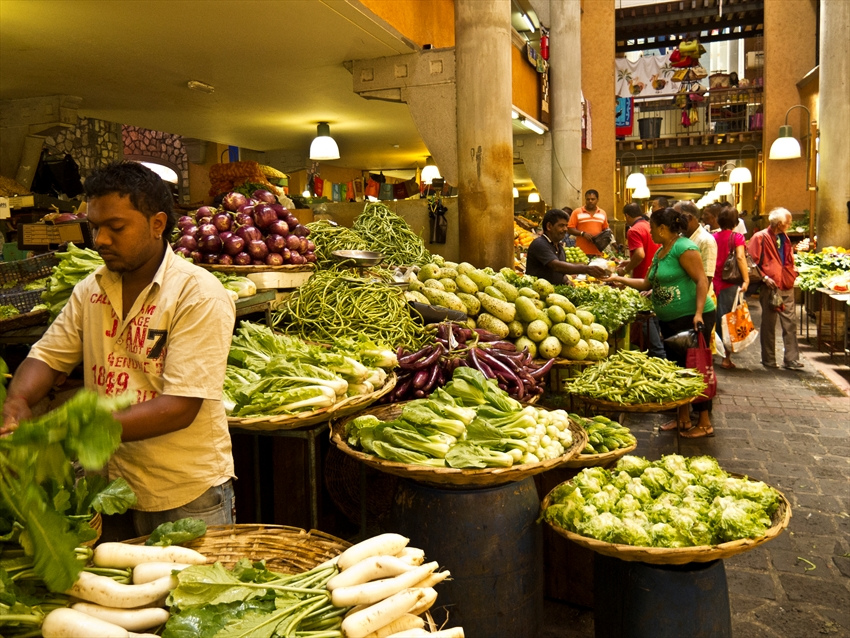
Un mercado de comida en Mauricio

### Gastronomía
La cocina de Mauricio está influenciada por la ubicación tropical de la isla, así como por la diversidad cultural que caracteriza al país. La cocina mauriciana es una mezcla de influencias africanas, chinas, europeas (principalmente francesas) e indias en la historia de Mauricio. La mayoría de los platos y prácticas de las tradiciones culinarias se inspiran en la cultura francesa, en los antiguos esclavos africanos y en los trabajadores indios y migrantes chinos llegados durante el siglo XIX. A lo largo de los años, las comunidades que se encuentran en Mauricio han adaptado y mezclado la cocina de los demás a su gusto, lo que ha dado lugar al desarrollo de la cocina mauriciana. Mientras que algunos platos y postres populares son consumidos por los mauricianos de todos los grupos étnicos o comunidades, también hay formas de cocina que siguen siendo claramente étnicas y son exclusivas de una comunidad étnica específica debido a sus conexiones culturales e históricas ancestrales. La comida local, que varía según las comunidades étnicas, refleja por tanto las fuertes influencias tradicionales, culturales e históricas de cada comunidad.
Los platos de la cocina francesa se han hecho muy populares en Mauricio. La cocina sino-mauriciana es una de las más frecuentes en los restaurantes de toda la isla.
Los ingredientes vegetales más utilizados en la cocina mauriciana son los tomates, las cebollas, el dedo de dama (llamado «lalo»), las berenjenas (llamadas «brinzel»), el chayote (llamado «chou chou»), el ajo y la pimienta. El arroz y los mariscos, como el pescado salado, el marlín azul ahumado, las gambas, el pulpo, los langostinos y los cangrejos de río (llamados «camarón») son también ingredientes básicos utilizados en la cocina mauriciana.
Las especias, como la pimienta, el cardamomo y el clavo, están muy presentes en la cocina mauriciana.
Mauricio era el único hábitat conocido del ahora extinto pájaro dodo.
Cuando se descubrió, la isla de Mauricio era el hogar de esta especie de ave desconocida hasta entonces. Los dodo eran descendientes de un tipo de paloma que se estableció en Mauricio hace más de 4 millones de años. Al no tener depredadores que los atacaran, perdieron su necesidad y capacidad de volar.

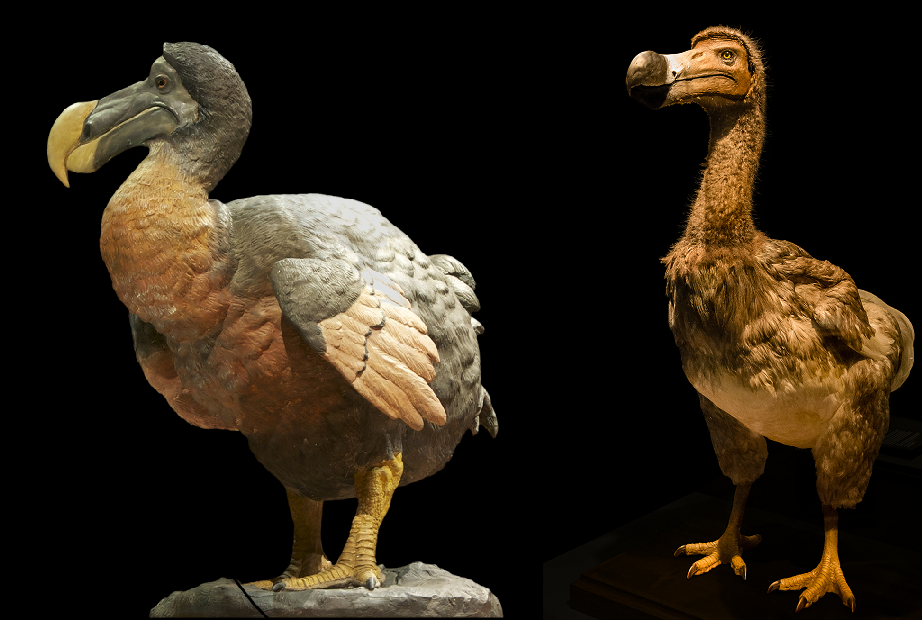
Mauricio era el único hábitat conocido del ahora extinto pájaro dodo

En 1505, los portugueses se convirtieron en los primeros humanos en pisar Mauricio. La isla se convirtió rápidamente en una escala para los barcos dedicados al comercio de especias. Con un peso de hasta 23 kg, el dodo era una buena fuente de carne fresca para los marineros. Se mataron un gran número de dodos como parte de su alimentación.
Más tarde, cuando los holandeses utilizaron la isla como colonia penal, se introdujeron nuevas especies en la isla. Ratas, cerdos y monos se comían los huevos de los dodos en los nidos de tierra. La combinación de la explotación humana y las especies introducidas redujo considerablemente la población de dodo. En los 100 años siguientes a la llegada de los humanos a Mauricio, el dodo, que antes abundaba, se convirtió en un ave escasa. El último fue matado en 1681 El dodo figura de forma destacada en el escudo de Mauricio.

### Festividades
Los días festivos reflejan la sociedad multicultural de Mauricio y la compleja historia del país. Aunque hay cuatro fiestas republicanas (1 y 2 de enero, 12 de marzo y 1 de mayo), las demás se asignan por motivos comunitarios y religiosos. Hay fiestas hindúes, chinas, musulmanas y cristianas.
En Mauricio hay 15 días festivos anuales. Siete de ellos son días festivos fijos: 1 y 2 de enero, 1 de febrero, 12 de marzo; 1 de mayo, 2 de noviembre y 25 de diciembre. El resto de días son fiestas religiosas cuyas fechas varían de un año a otro. La lista que figura a continuación se refiere únicamente a los días festivos; en Mauricio también existen otras festividades y celebraciones importantes, como el Festival Internacional del Kreol, el Carnaval de Mauricio, Holi, Raksha bandhan y la peregrinación del Padre Laval.
- Día de Año Nuevo 1-2 de enero
- Año Nuevo chino 23 de enero
- Abolición de la esclavitud 1 de febrero
- Thaipoosam Cavadee 7 de febrero
- Maha Shivaratree 20 de febrero
- Día de la Independencia 12 de marzo
- Ugadi 23 de marzo
- Día del Trabajo 1 de mayo
- Día de la Asunción 15 de agosto
- Eid-ul-Fitr (dependiendo de la visibilidad de la luna) 19 de agosto
- Ganesh Chaturthi 20 de septiembre
- Llegada de mano de obra contratada 2 de noviembre
- Diwali 13 de noviembre
- Navidad 25 de diciembre

## Deporte
El deporte nacional de Mauricio es el fútbol y la selección nacional es llamada el Club M. Otros deportes populares en la isla incluyen el ciclismo, el tenis de mesa, el bádminton, el voleibol, el baloncesto, el balonmano, el boxeo, el judo, el karate, el levantamiento de pesas y el atletismo. Los deportes acuáticos son muy practicados e incluyen la natación, la vela, el buceo y el esquí acuático. Las carreras de caballos, que datan de 1812, cuando se inauguró el circuito de Champ de Mars, aún atraen al público. El país fue el anfitrión de las ediciones de 1985 y 2003 de los Juegos del Océano Índico. Debutó en los Juegos Olímpicos de Los Ángeles 1984, y ganó su primera medalla en los juegos de Pekín 2008, el bronce obtenido por el boxeador Bruno Julie.
En 2016 hizo su debut en Fórmula 1 el piloto Pascal Wehrlein, quien es alemán de madre mauriciana.

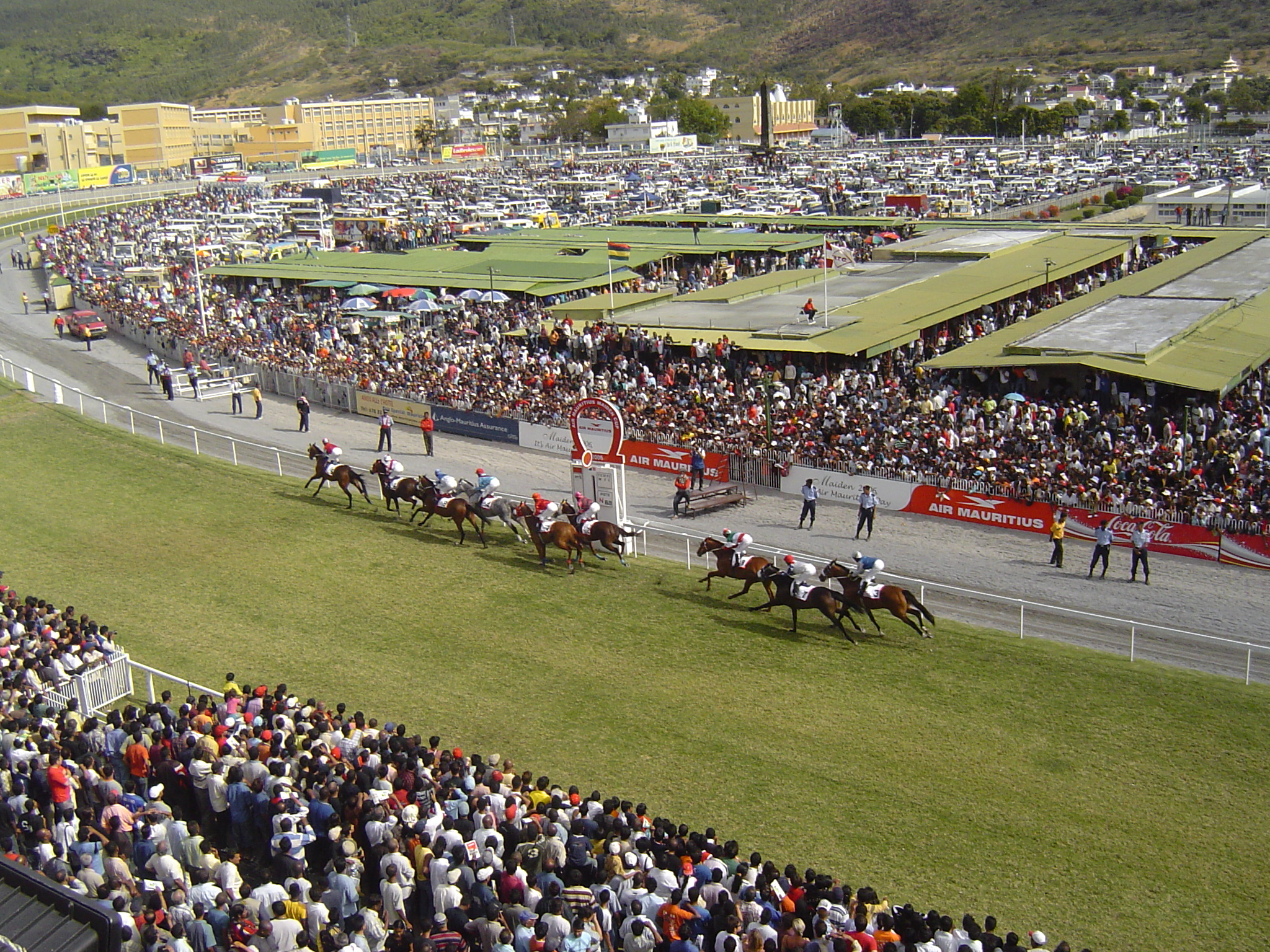
La Maiden Cup 2006, una carrera de caballos que se realizó en el Hipódromo de Champ de Mars., Mauricio

### Fútbol
El organismo rector nacional es la Asociación de Fútbol de Mauricio. A nivel internacional, Mauricio está representado por el Club M en las competiciones absolutas, y por los equipos sub-17 y sub-20 en las competiciones juveniles. La principal liga de fútbol nacional de Mauricio es la Liga Mauriciana, y el principal torneo eliminatorio es la Copa Mauriciana.
El fútbol en Mauricio ha tenido una historia tumultuosa. La Liga de Mauricio se fundó en 1935, y la Asociación de Fútbol de Mauricio (MFA) se fundó en 1952, afiliándose a la FIFA en 1962 y a la Confederación Africana de Fútbol (CAF) en 1963. Los miembros fundadores de la asociación fueron el FC Dodo, el Faucon Flacq SC (ahora rebautizado como Flacq SC), el CSC, el Hounds, el Royal College de Curepipe y el Saint Joseph College, todos ellos con sede en Curepipe y que, a excepción del Flacq SC, han dejado de existir. A la AMF le han surgido problemas, desde la perpetua escasez de fondos hasta los constantes cambios de presidente, y ha sido objeto de críticas desde diversos ámbitos por no haber conseguido frenar el declive del fútbol en Mauricio. Aunque el fútbol sigue siendo el deporte más popular del país, la mayoría de los partidos de la liga nacional atraen a muy pocos espectadores (a veces menos de un puñado), lo que hace que los clubes y la AMF obtengan muy pocos ingresos y deja a los jugadores sin la motivación necesaria para mostrar sus habilidades.
La popularidad de este deporte se ha desplazado casi por completo a la Premier League inglesa, que se considera mucho más emocionante debido a la gran calidad del fútbol que se exhibe y a la presencia de numerosas estrellas de fama mundial. Las cadenas de televisión nacionales e internacionales retransmiten los partidos de la Premier League en los salones de casa varias veces a la semana, lo que contribuye a erosionar el interés por el fútbol local.
En Mauricio hay muchos aficionados al Liverpool y al Manchester United.
La gran reestructuración de la MPL en 1999 se consideró el inicio del declive del fútbol mauriciano. Debido a los disturbios ocurridos el 23 de mayo de 1999 entre el Fire Brigade Sports Club (ahora rebautizado como Pamplemousses SC) y el Scouts Club (rebautizado como Port Louis Sporting Club), que duraron tres días y causaron la muerte de siete personas, el gobierno impuso una prohibición de 18 meses a todas las actividades futbolísticas del país, y sólo se permitió jugar a la selección nacional durante ese periodo. [La reestructuración, que fue un esfuerzo por desetnizar los clubes locales, requirió la "regionalización" de los clubes, con equipos que ahora se formaban sobre la base de la región en lugar de la etnia o la religión. Aunque la medida logró los resultados deseados en cuanto a la reducción de los conflictos violentos, también eliminó la tradicional rivalidad entre los aficionados, lo que provocó la pérdida de interés y apoyo. De hecho, muchos locales creen que la resurrección del fútbol mauriciano pasa por permitir la formación de clubes en función de la etnia o la religión.
En la escena internacional, el equipo nacional, conocido como Club M, no ha tenido mucho éxito, ya que sólo ha ganado dos veces los Juegos del Océano Índico y se ha clasificado una vez para la Copa Africana de Naciones en 1974. En los últimos años ha caído en picada en la clasificación mundial de la FIFA, hasta alcanzar el nivel más bajo de su historia. Sin embargo, el futuro parece prometedor, ya que en 2006 se crearon cuatro Centros Técnicos Regionales (CTR) para mejorar el fútbol juvenil en Mauricio, con la esperanza de revitalizar la selección nacional. Existe la esperanza de que el fútbol mauriciano pueda alcanzar nuevas cotas si la LMP sigue creciendo y se encuentran nuevos talentos en los CTR.